# Mutter-Rosa-Kapelle
Die historische Mutter-Rosa-Kapelle  ist ein gotischer Sakralbau in Oberwesel am Mittelrhein in Rheinland-Pfalz unter dem Patronat der seliggesprochenen Franziskanerin Rosa Flesch. Bis 2008 wurde sie Wernerkapelle genannt.
Das kleine Bauwerk hat seinen Ursprung als Kapelle eines mittelalterlichen Bürgerhospitals, für die die Gründer das Heilig-Geist-Patrozinium gewählt hatten. Die Kapelle war – spätestens mit der Ersterwähnung eines zusätzlichen Patroziniums im Jahr 1656/57 – bis 2008 dem Werner von Oberwesel geweiht und trägt seitdem den Namen der Ordensgründerin Rosa Flesch, einer Schwester der Waldbreitbacher Franziskanerinnen von der allerseligsten Jungfrau Maria von den Engeln.

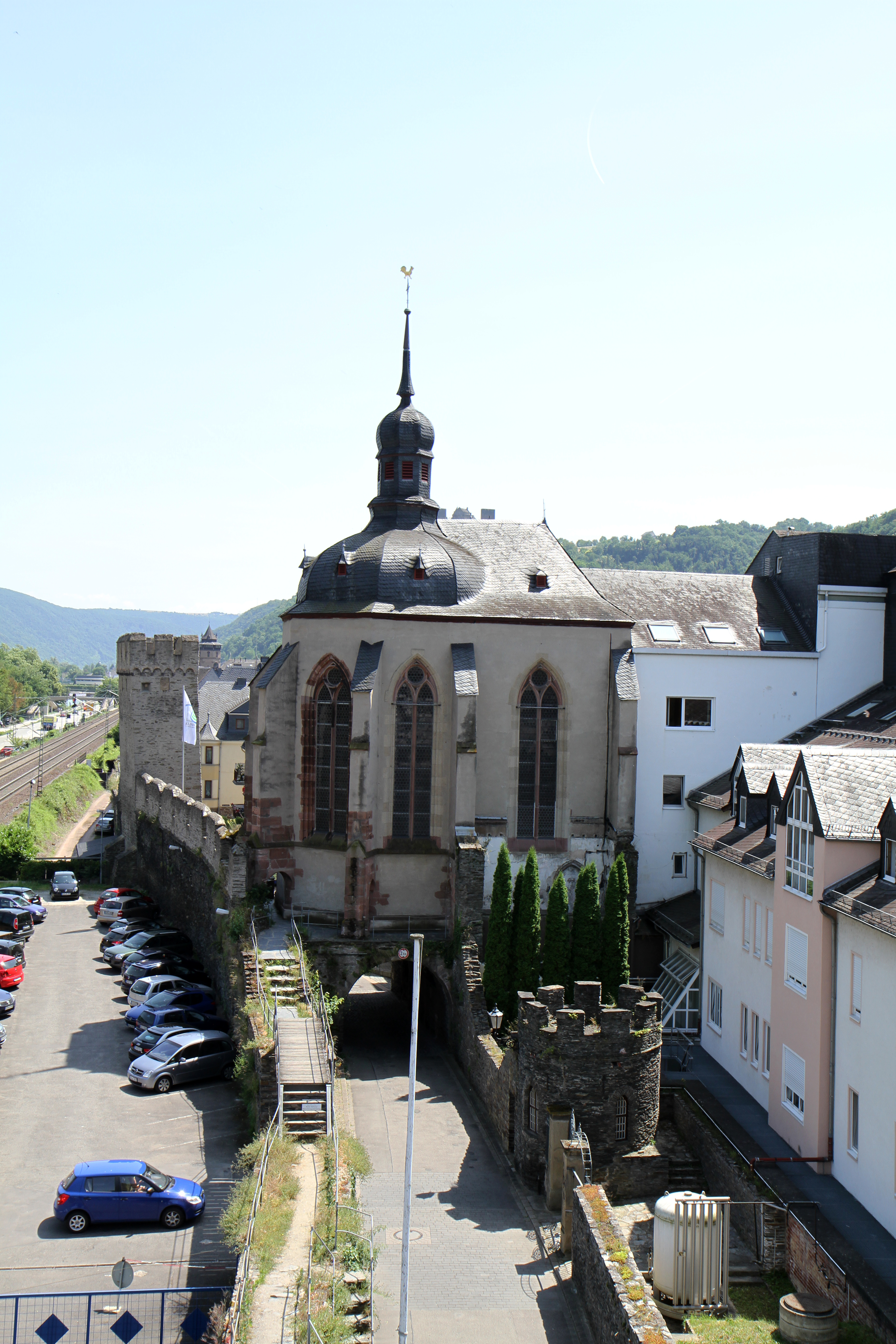
Heutige Kapelle, links Hospitalturm, Wehrgang, Durchfahrt Wernerstraße und vorne rechts Halbturm des D´Avisschen Hauses

## Lage

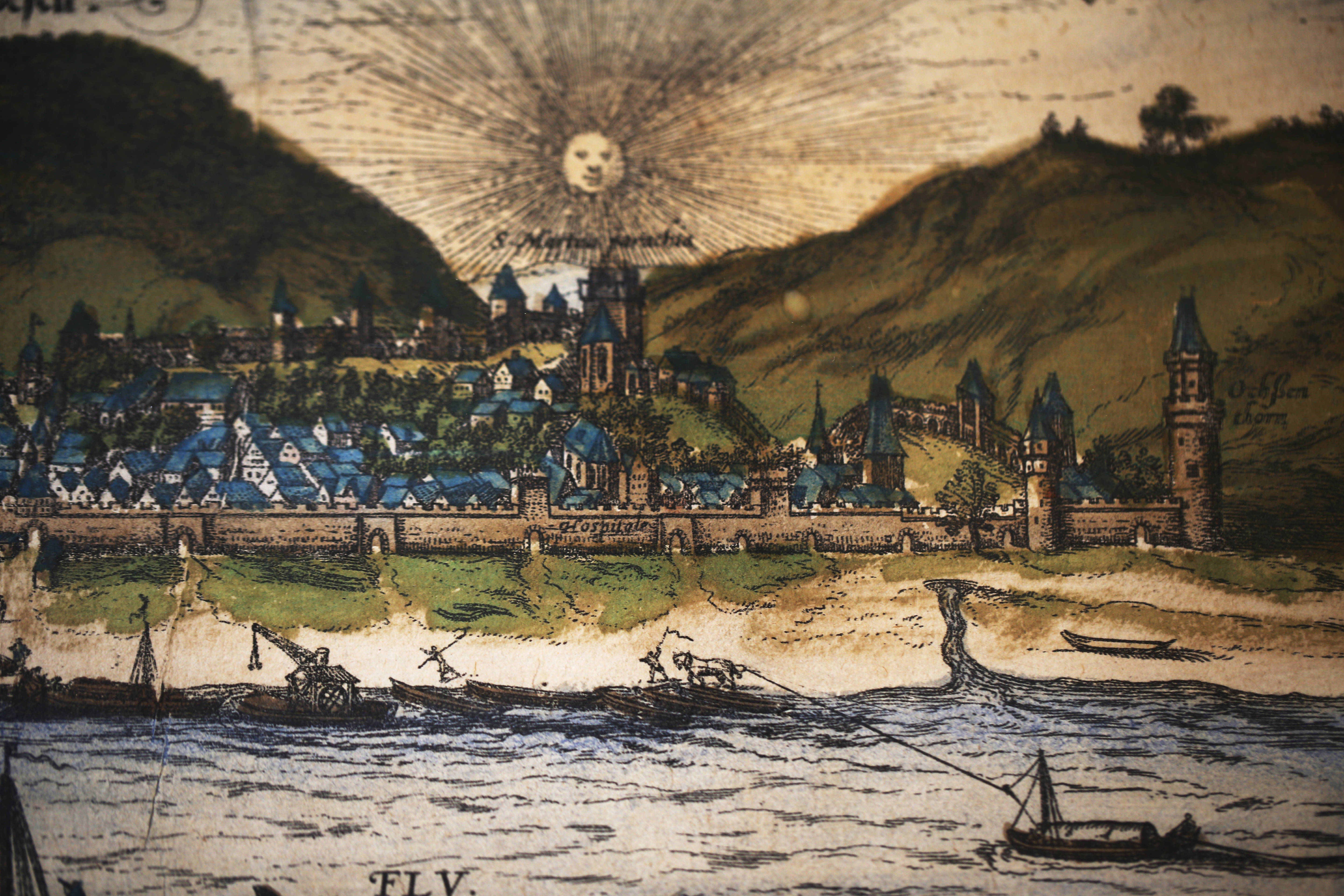
Stadtpanorama mit Objektbezeichnung HOSPITALE (Mauerkrone Bildmitte) um 1581

Das Grundstück der ehemaligen Heilig-Geist-Kapelle lag als Teil einer bürgerlichen Hospitalstiftung an der rheinseitigen Wallstraße und Stadtbefestigung der frühen Kernstadt, die parallel zur Stadtmauer verlief und im Urkataster bis 1813 als Unterstraße bezeichnet worden ist. Sie hieß später (bis 1889) Untere Kirchstraße und war ausweislich erhaltener Urkunden und Darstellungen der Kupferstecher Georg Braun und Frans Hogenberg sowie Merian schon im Mittelalter, aber auch später eine dicht bebaute Straße. Erst im letzten Jahrzehnt des 19. Jahrhunderts wurde die Straße zwischen dem Roten Turm (auch Haagsturn) und dem Schaarplatz zur heutigen Wernerstraße der Stadt umbenannt.
Um die zum Inventar des Heilig-Geist-Hospitals gehörende Kapelle gruppierten sich seit dem späten 16. Jahrhundert mehrere Gebäude, die auf der Tafel von Braun & Hogenberg – in der Mauerkrone unterhalb des gotischen Kapellenbaus – als Hospitale bezeichnet sind.
Wie damals üblich – beispielsweise sind Lage und Ausführung des ursprünglichen Heilig-Geist Hospitals und seiner Kapelle in Mainz vergleichbar – wurden solche Hospizeinrichtungen in der Nähe eines Stadttores erbaut und typischerweise in den Wehrgang einer Stadtmauer integriert. So lag die Oberweseler Einrichtung an der Nord-Süd-Achse des Durchgangsverkehrs und zugleich zwischen zwei der ersten vier ehemaligen Wehr- und Tortürmen der Kernstadt, dem Hospital- und dem Steingassentorturm, deren Straßen die Hauptverbindungen zur westlichen Befestigung der Stadt waren.

## Geschichte

### Kapelle und Heilig-Geist-Patrozinium in den Quellen
In einem Testament – ein Transsumpt des Jahres 1368 – fand sich eine erste sichere Erwähnung des Weseler Heilig-Geist-Hospitals für das Jahr 1305. Für das Jahr 1387 ist die Erhebung des Altars in der Hospitalkirche zu einem „Beneficium Ecclesiasticum“ durch den Trierer Erzbischof Kuno II. von Falkenstein belegt, der möglicherweise die Kapelle auch selbst stiftete. Baumeister und Prokuratoren sollen nach einer Angabe von 1388 die Schöffen H. Mehrfracke (dieser erst ab 1350 nachweisbar) und J. Ringrebe gewesen sein, die möglicherweise auch für den Bau der zugehörigen Kapelle verantwortlich zeichneten.

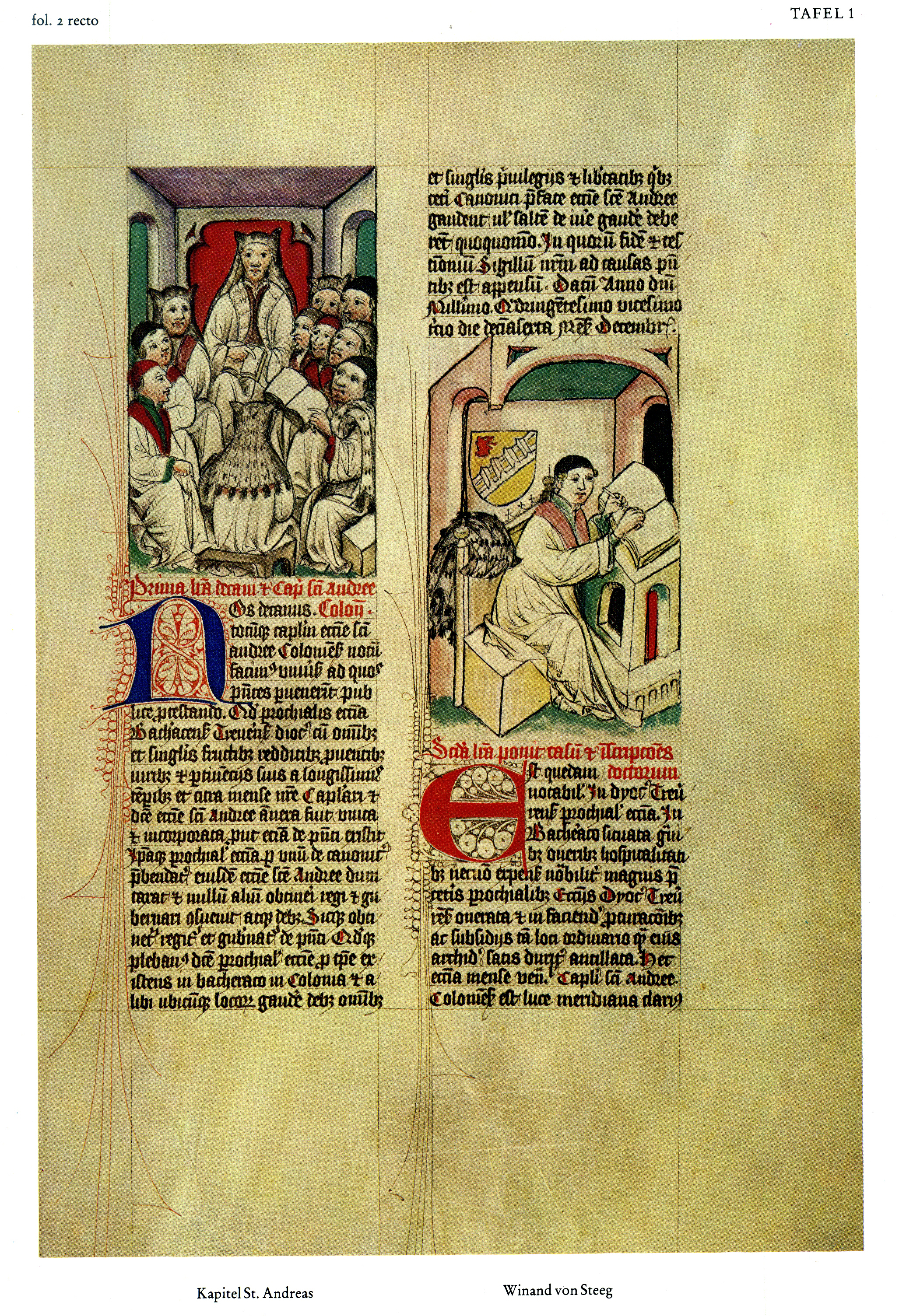
Winand von Steeg um 1426, kämpfte erfolglos für die Kanonisierung Werners

In den Jahren 1426 bis 1429 führte Wynandus de Stega, Kanoniker des Kölner Andreasstiftes und amtierender Pfarrer in der Nachbargemeinde Bacharach, den Prozess zur Erreichung der Kanonisierung des angeblich von Oberweseler Juden getöteten Tagelöhners Werner aus Womrath, hatte damit aber bei der Römischen Kurie keinen Erfolg. In einem Exemplar damaliger Prozessakten des Verfahrens (noch vorhanden und heute in der Trierer Stadtbibliothek), wird neben anderen Dingen eine hölzerne Statue (später als Wernersäule bezeichnet) erwähnt, die («… et hoc in Weslia superiori Treverensiun diocesis, … ubi nunc est hospitale sancti Spititus… capella et Choro statua ejus lignea, … ») in der Heilig-Geist-Kapelle ihren Platz habe.
Ebenfalls zu dieser Zeit wurde auch der Heilig-Geist-Altar der Kapelle erwähnt, der als Pfründe des Johan Schalk, eines Klerikers des Bistums Trier aus Oberwesel bezeichnet wurde, der aber fernab im Dienst eines Bischofs an der Römischen Kurie im Vatikan stand.
1578 teilte ein Oberweseler Dechant dem Trierer Erzbischof Jakob III. von Eltz mit, dass die durch eine Lade geschützte Wernersäule im Hospital der Stadt noch immer ausgestellt sei und die folgende Aufschrift trüge: „Anno Domini 1287 hat Wernerus Wammenraidt den Dodt gelitten den 13. Calendas Maij hierin ist die Säul St. Wernerus“.
So wie der Dechant die Bezeichnung Hospital wählte, so erscheint die Kapelle auch unter den Bezeichnungen markanter Bauwerke auf dem Kupferstich von Braun & Hogenberg des Jahres 1581. Dort erhielt die Gesamtanlage die Bezeichnung „Hospitale“.
1593 legte eine Inventur den örtlichen Besitzstand an Gebäuden des Hospitals offen. In der Aufzählung der Immobilien wurden unter anderem angeführt: ein „Sommerhauß“, die „Capelle oder Kirch“, ein „Kelterhauß“, ein „Wagenhauß“ und ein Innenhof. Auf weitere, auch in Nachbarorten vorhandene Besitzstände wurde nicht eingegangen.
1656/57 erschien anlässlich einer Visitation im Abschlussprotokoll neben dem Hauptpatrozinium des Heiligen Geistes die erste Erwähnung des Wernerpatroziniums («…Habet sacelum sub invocatione Spiritus sanct. Patronus: sanctus Wernerus. Altare unum »). Etwa 30 Jahre später kam es 1689 zu einer teilweisen Zerstörung des Hospitals und der Kapelle.

### Zerstörungen im Pfälzischen Erbfolgekrieg
Am Ende des Pfälzischen Erbfolgekriegs setzten Truppen Ludwigs XIV. bei ihrem Abzug 1689 unzählige Gebäude Oberwesels in Brand, wobei die Bebauung ganzer Straßenzüge vernichtet wurde. Eine der stark betroffenen Straßen war die parallel zum Rheinufer verlaufende, damals vom Roten Turm bis zum Schaarplatz reichende „Unterstraße“, an der auch das Heilig-Geist Hospital mitsamt seiner Kapelle abbrannte.
In späterer Zeit (1916) wurde von dem Kölner Kunsthistoriker Edmund Renard festgestellt, dass in einer Aufstellung aus Akten des Jahres 1697 der entstandene Brandschaden mit 6200 Talern beziffert worden war. Dazu kam noch der Verlust der Glocke sowie der Wert des zerstörten Kirchenzierrates, der mit 200 Talern angegeben war.

### Untersuchungen, Spuren und Erkenntnisse

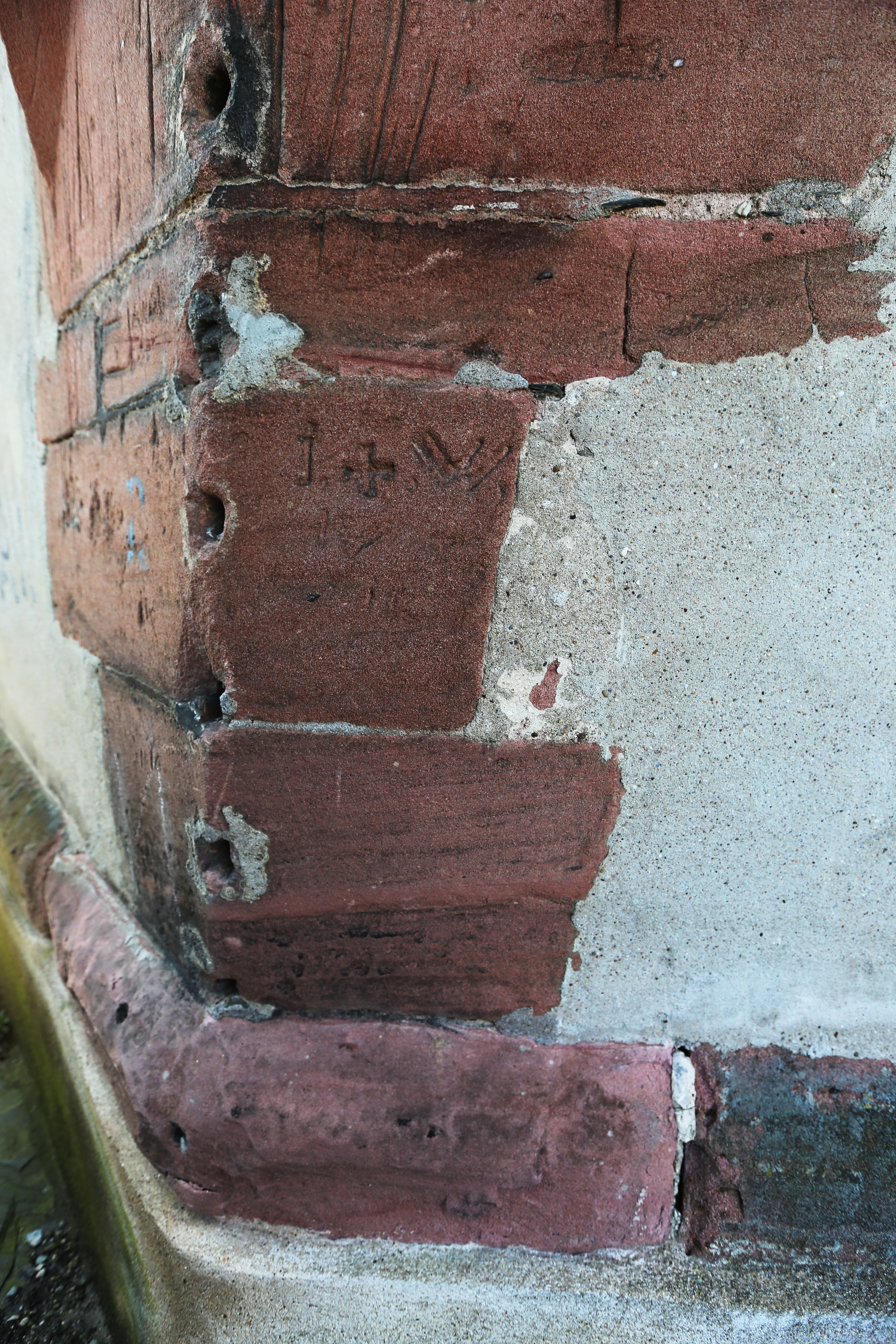
Steinmetzzeichen am mittleren Eckquader

An der zweigeschossigen Kapelle hinterließen Steinmetze mehrere Markierungen in Form von Steinmetzzeichen. Zwei von insgesamt fünf dieser althergebrachten zünftigen Markierungen sind an der äußeren Apsis und weitere im Mauerwerk der Straßendurchfahrt erhalten. Zur Baugeschichte des Unterbaus und des ursprünglichen oberen Kirchenbauwerks fehlt den Fachleuten der Nachweis exakter Datierungen, wie sie in Oberwesel etwa bei einigen hochmittelalterlichen Bauwerken durch dendrochronologische Untersuchungen von Balken gewonnen werden konnten. Dies könnte der Zerstörung durch Brand geschuldet sein, der keine Holzbauteile verschonte. Diesem Brand fiel, die Kapelle betreffend, wohl zuerst deren Dachstuhl zum Opfer, sodass ein Satteldach mit einem spitz aufragenden Dachreiter in den Darstellungen ab dem 18. Jahrhundert nicht mehr auftaucht.
Der bisher zumeist mit dem Jahr der angeblichen Ermordung des Werner von Oberwesel (1287) in Zusammenhang gebrachte Baubeginn wurde in Anbetracht der Erschließung weiterer archivalischer Ressourcen, aber auch durch Ergebnisse vergleichender Materialuntersuchungen und handwerklicher Gestaltungsformen (etwa erhaltene Teile des Gewändes oder des Maßwerks) ähnlicher regionaler Bauwerke, als wenig wahrscheinlich erachtet.
Der Grundriss der oberen Kapelle stellt sich in einem ungefähr quadratischen Joch mit einem 5/8-Schluss dar, er soll aber nicht genau den Maßen des Unterbaus entsprechen, sondern ist etwas nach innen versetzt. Dies ließ die Fachleute annehmen, dass der Gesamtbau nicht in „einem Guss“ entstand, jedoch konnte nicht nachgewiesen werden, ob der Unterbau einst das Untergeschoss einer Vorgängerkirche oder der eines Privathauses war. Die lange Bauzeit der Kapelle – die Vollendung des Bauwerks datiert man zwischen 1340 und 1350 – erklärt man mit knappen Geldmitteln, die für eine einfache Spitalkirche zur Verfügung standen.
Möglicherweise haben auch die Veränderung der politischen Situation der Stadt um 1309 eine Rolle gespielt, als der Status der Freien Reichsstadt verloren ging und sich die dann kurtrierische Stadt auch finanziell erst konsolidieren musste. So hatten die frühgotischen Maßwerkfenster nur schmale Gewändeprofile und ebenso reduziert waren die Rippen- beziehungsweise Gurtkonsolen gefertigt worden. Diese wiesen Ähnlichkeit mit den Konsolen der Seitenschiffe in der Liebfrauenkirche auf, woraus Rückschlüsse zur zeitlichen Einordnung gezogen werden konnten.

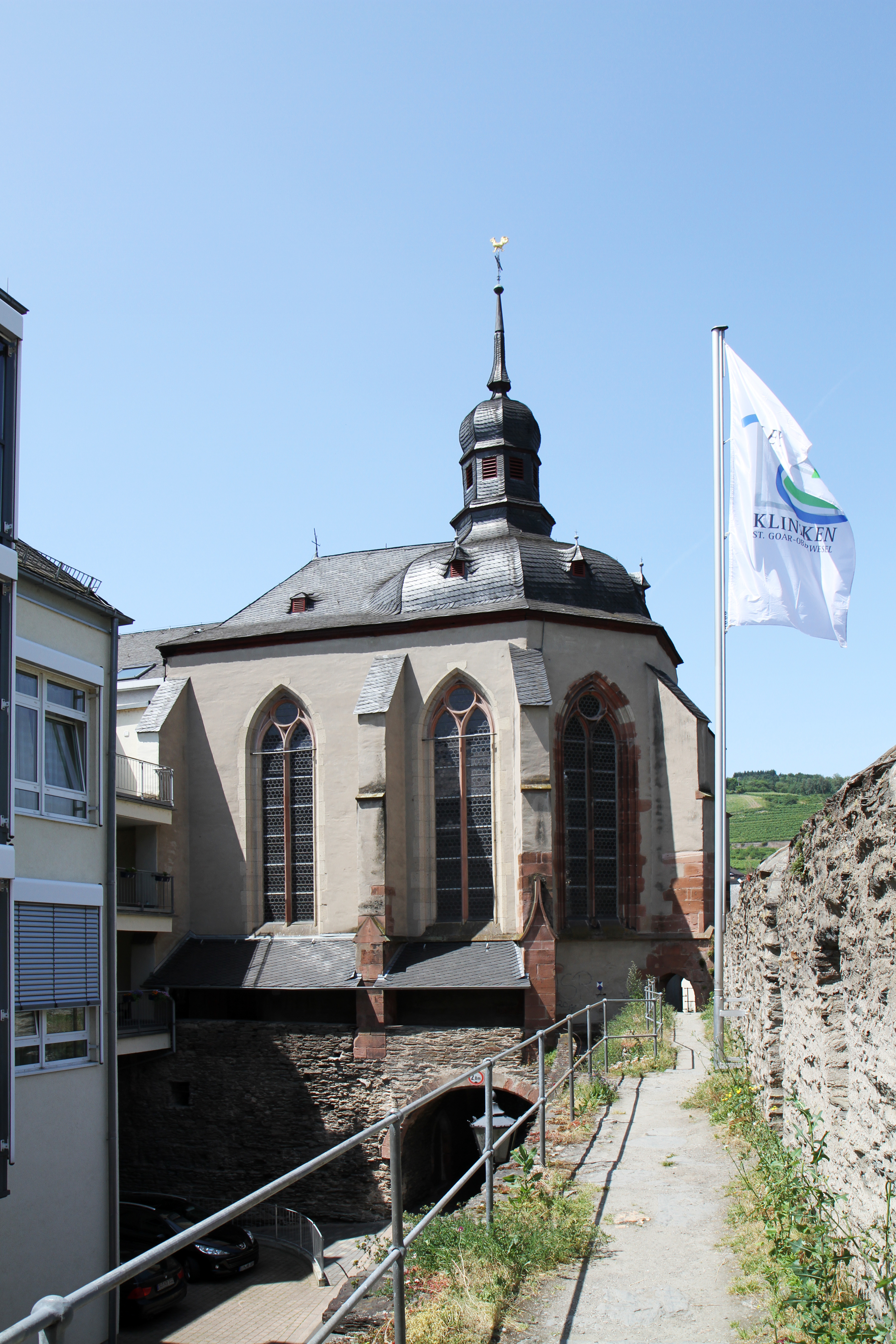
Stadtmauer und Straßendurchfahrt nach Norden
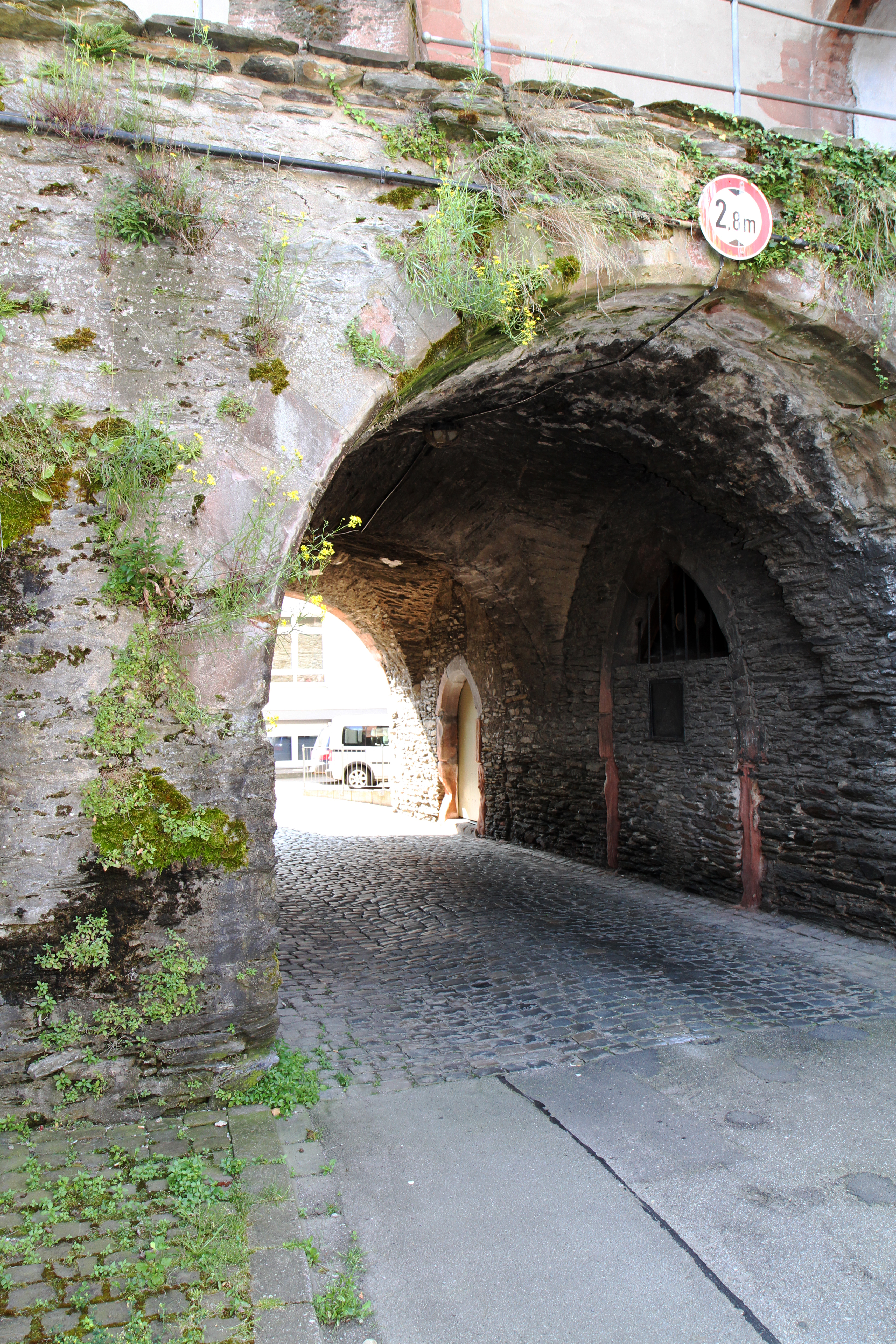
Durchfahrt zur Südseite
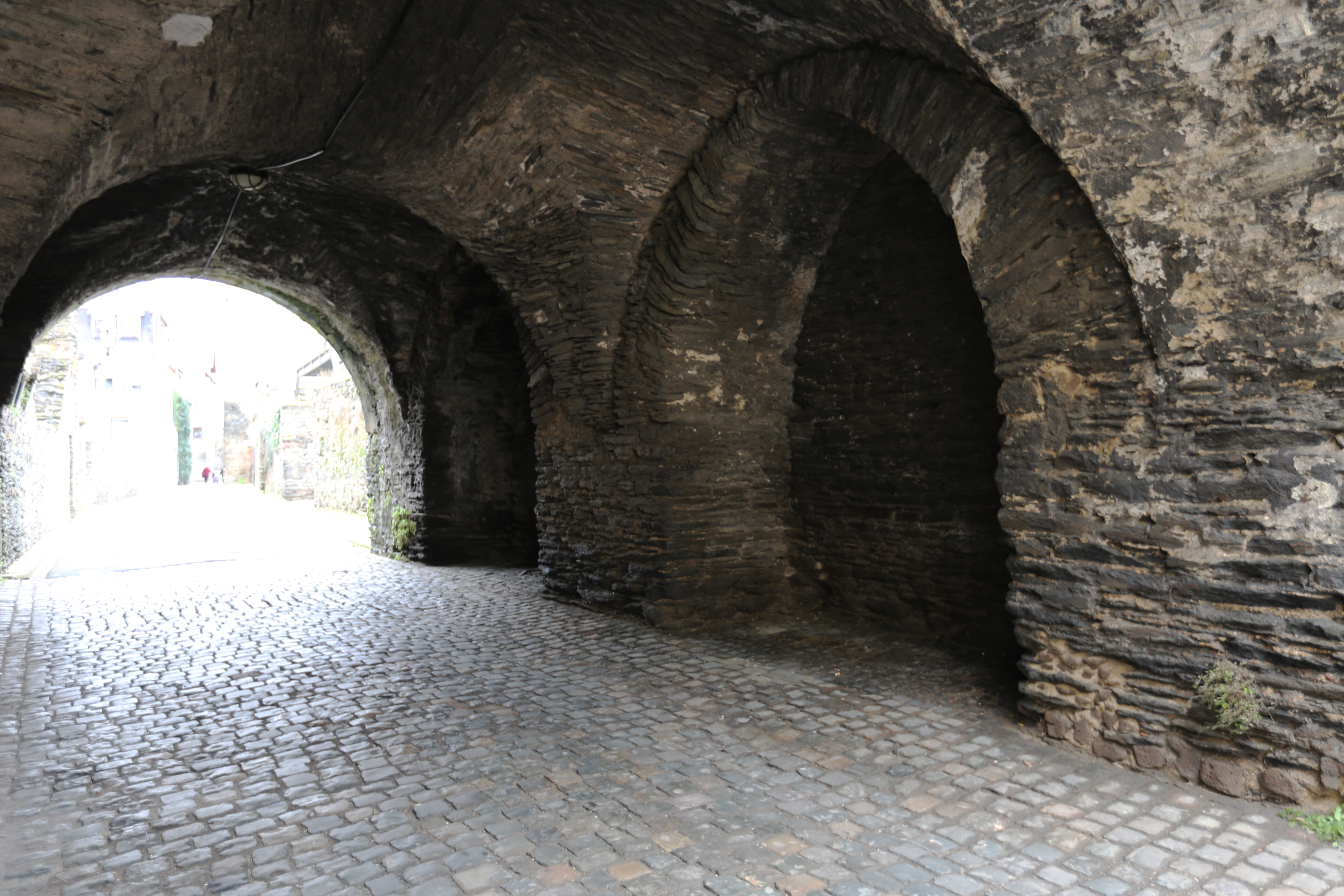
Kapellenunterbau an der Stadtmauer
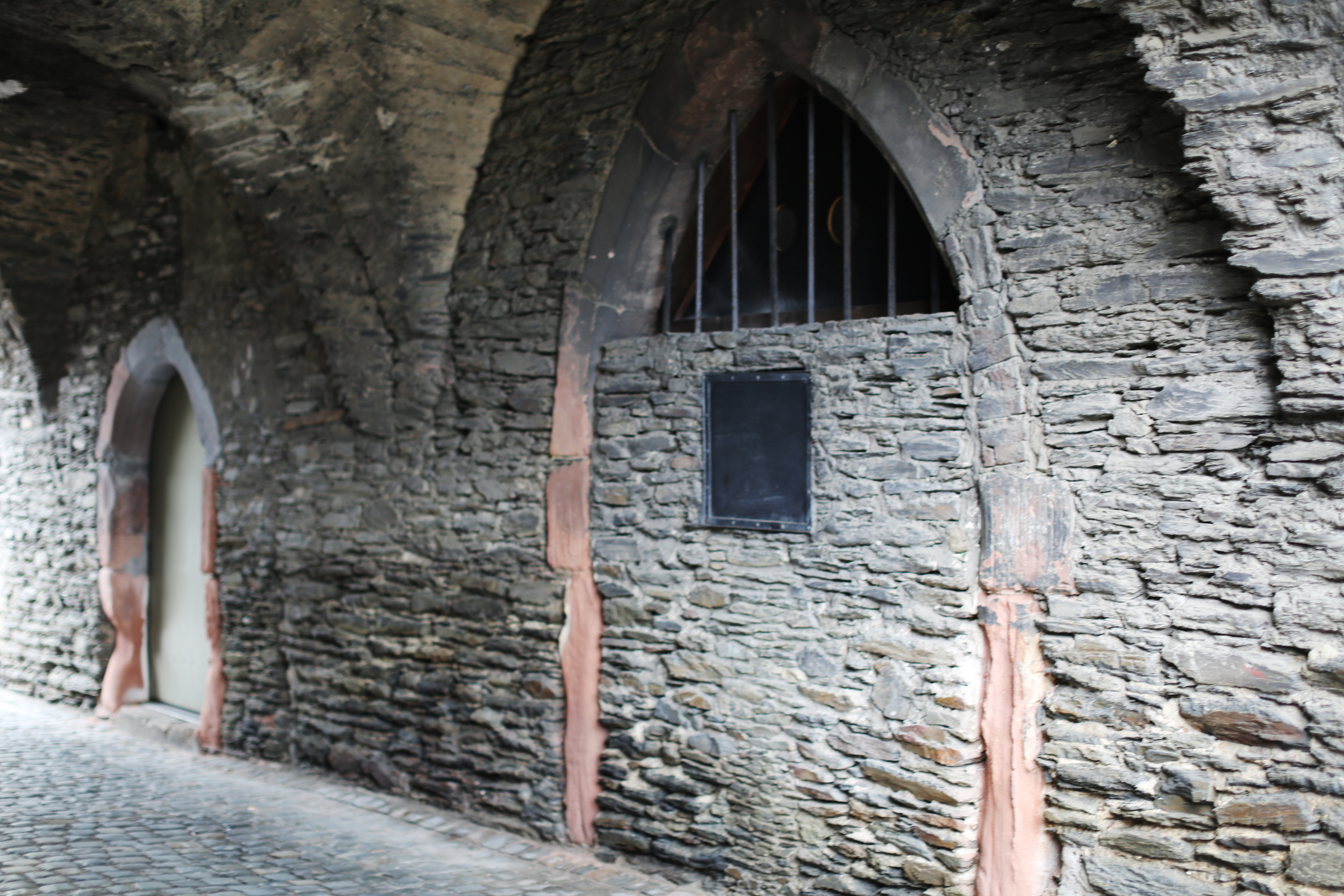
Stadtseitiger Kapellenunterbau

Der gewölbte Unterbau lehnt sich an der Westseite der rheinseitigen Stadtmauer an und nutzt diese gleichsam als zusätzliche Stabilisierung. Die für gotische Kirchen typischen Strebepfeiler des Kapellenaufbaus ruhen an der Ostseite auf der Stadtmauer, wobei der Wehrgang durch diese hindurch geführt wurde.

### Teilweiser Wiederaufbau um 1700
Die Kapelle mit ihrem Unterbau auf Straßenniveau und den sie stadtseitig umstehenden Fachwerkbauten, zu denen damals wie heute auch Hospitalgebäude gehörten, war von der Zerstörung nicht verschont geblieben. Sie wurde am Anfang des 18. Jahrhunderts als eine in der Länge verkürzte Saalkirche mit 5/8-Schluss des Chores wiedererrichtet, sodass sie nun an ihrer Westseite völlig freistand. Dort hatte der einjochige, mit einem Kreuzrippengewölbe ausgestattete Kapellenstumpf als vorläufigen Abschluss eine Notwand erhalten, die als Fachwerk ausgeführt wurde und erst rund 100 Jahre später Verputz erhielt. Den Dachstuhl des kargen Wiederaufbaus versah man nun, abweichend vom ursprünglich rein gotischen Bauwerk – dem Geschmack der Zeit entsprechend – mit einer barocken Haube.

### Baudetails, Abmessungen und Materialien
Die exakten Abmessungen des ursprünglichen Bauwerks sind nicht bekannt. Nach einer 1916 vorgenommenen Bauaufnahme und einem rekonstruierten Grundriss schloss Baumeister Heinrich Riebel auf drei, Renard auf vier im Krieg zerstörte Joche, die gleichmäßig große Felder westlich des nun bestehenden Joches gebildet hatten.
Für die Maße des Unterbaues werden folgende Daten angegeben: Länge ca. 18,5 m, Tiefe der Ostjoche 4,20 m, Höhe ca. 4,1 m, Breite der Ostjoche 13,5 m, Breite der Westjoche 8,2 m und eine Mauerstärke in den Westjochen von 2,5 m. Auf diesem Sockelgeschoss erhob sich der heutige Oberbau. Er erhielt eine Länge von ca. 12,5 m, eine Breite von ca. 8,25 m, eine Gewölbehöhe von 12 m, eine Dachhöhe von 5,1 m und die Höhe der Schweifhaube, die einen ehemals schlanken Dachreiter ersetzt hatte, betrug dann ca. 23,5 m. Die Mauerstärken des Kapellenobergeschosses erreichten ca. 0,75 m.
Noch heute tragen die Mauern des kurzen Saaljochs den mit dem Wiederaufbau im 18. Jahrhundert entstandenen Dachstuhl. Es ist ein verschiefertes Walmdach, das über dem Chorbereich in eine polygonal gebrochene, mit kleinen Walmgauben besetzte Schweifhaube übergeht. Diese trägt eine mit rechteckigen Lamellenfenstern versehene Laterne, deren etwas eingezogener Kuppelaufsatz mit hoher Spitze und einem schmiedeeisernen Kreuzaufsatz abschließt.
Die durch die zweifach abgestuften Strebepfeiler gegliederte Kapelle steht mit ihren Seiten auf den Längsmauern des Unterbaus und bildet mit diesem eine bündige Vorderfront. Die Ostmauer des Chores stützt sich auf die inwendig verstärkte Stadtmauer. Der als Durchfahrt entstandene niedrige Unterbau besteht aus unverputztem Bruchschiefer, wobei die Bögen der Durchfahrt, sowie die der Portale in der Westwand aus rotem Sandstein gefertigt wurden. Im Gegensatz zum Unterbau erhielt das Mauerwerk des oberen Kapellenbaues einen steinsichtigen Verputz. Das Sockel- und Sohlbankgesims, die unteren Hälften der Strebepfeiler – die beiden östlichen fußen mit schweren Sandsteinblöcken auf der unteren Hälfte der in mehreren Bauabschnitten entstandenen Stadtmauer – sowie deren Giebelaufsätze und Wasserschläge wurden in rotem Sandstein abgesetzt. Das gleiche Material verwandte man bei den drei Fenstern der Ostseite, deren Maßwerk und Gewände ebenfalls aus rotem Sandstein gefertigt wurden, bei den vier Fenstergewänden des Langhauses war dagegen Tuffstein verarbeitet.
Die ursprüngliche Eingangssituation des Bauwerks blieb unbekannt, möglicherweise diente diesem Zweck ein Treppentürmchen, dessen Unterbau noch 1916 von Renard festgestellt werden konnte.

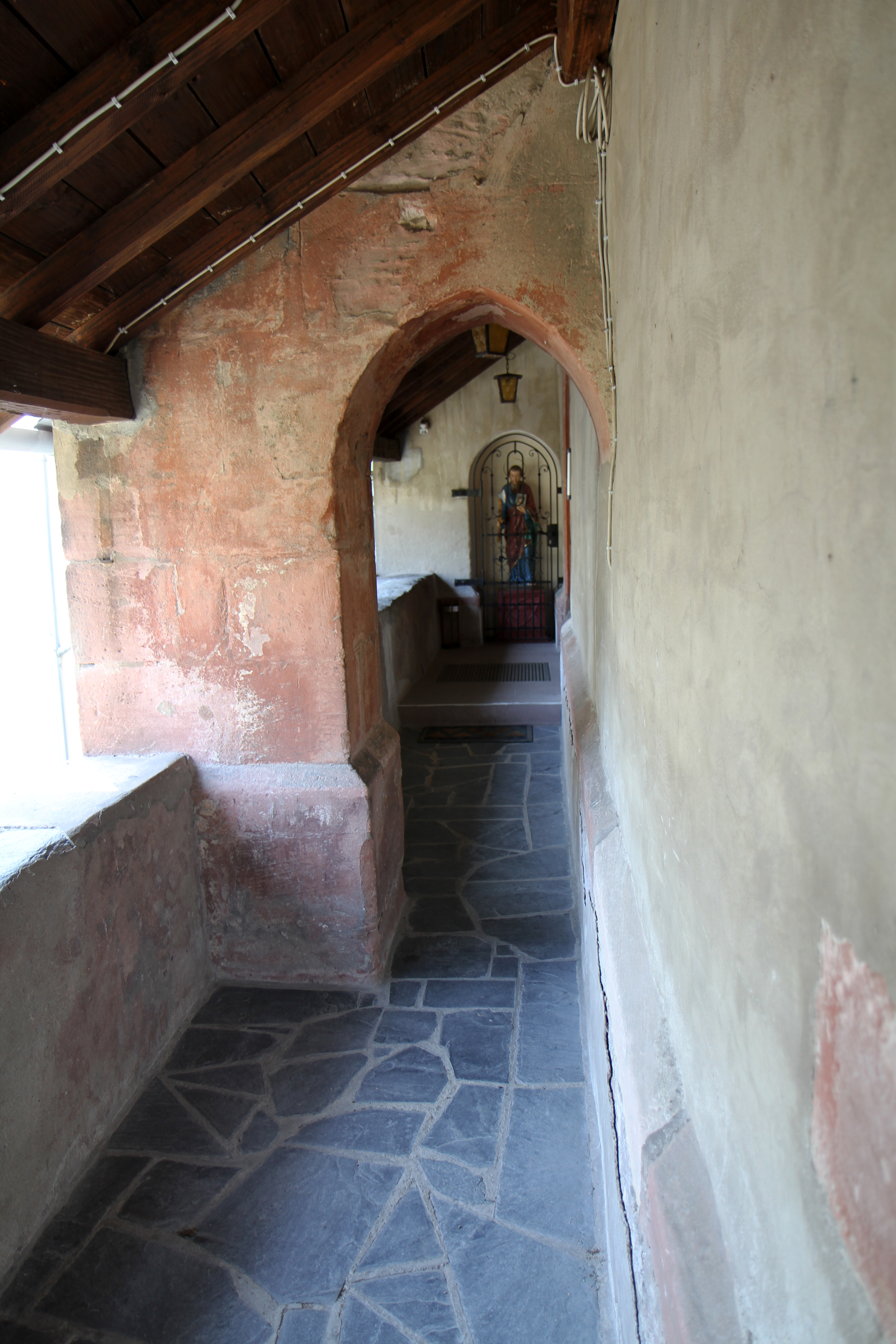
Kapellenzugang Stadtmauer
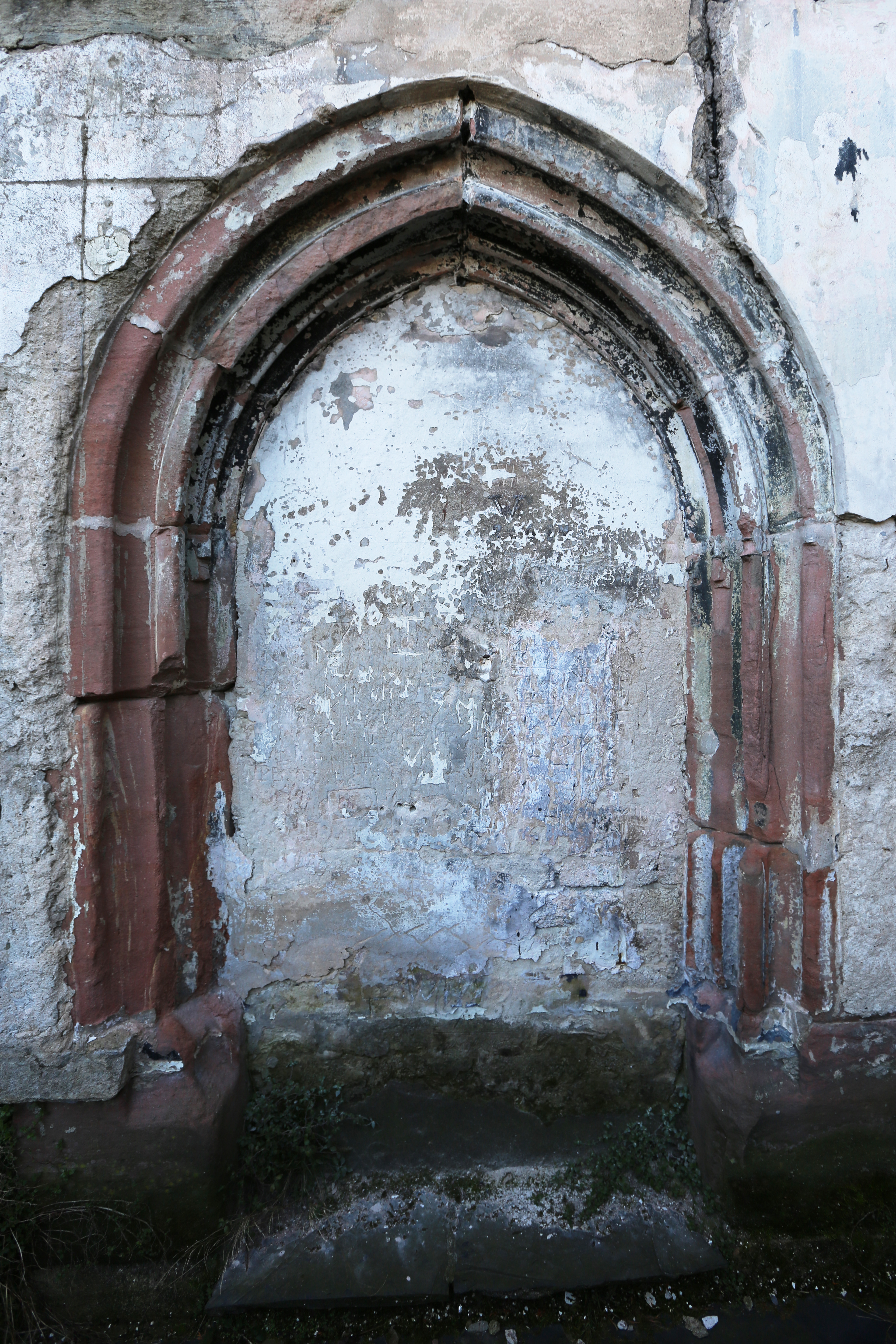
Ehemaliger Zugang Nordseite
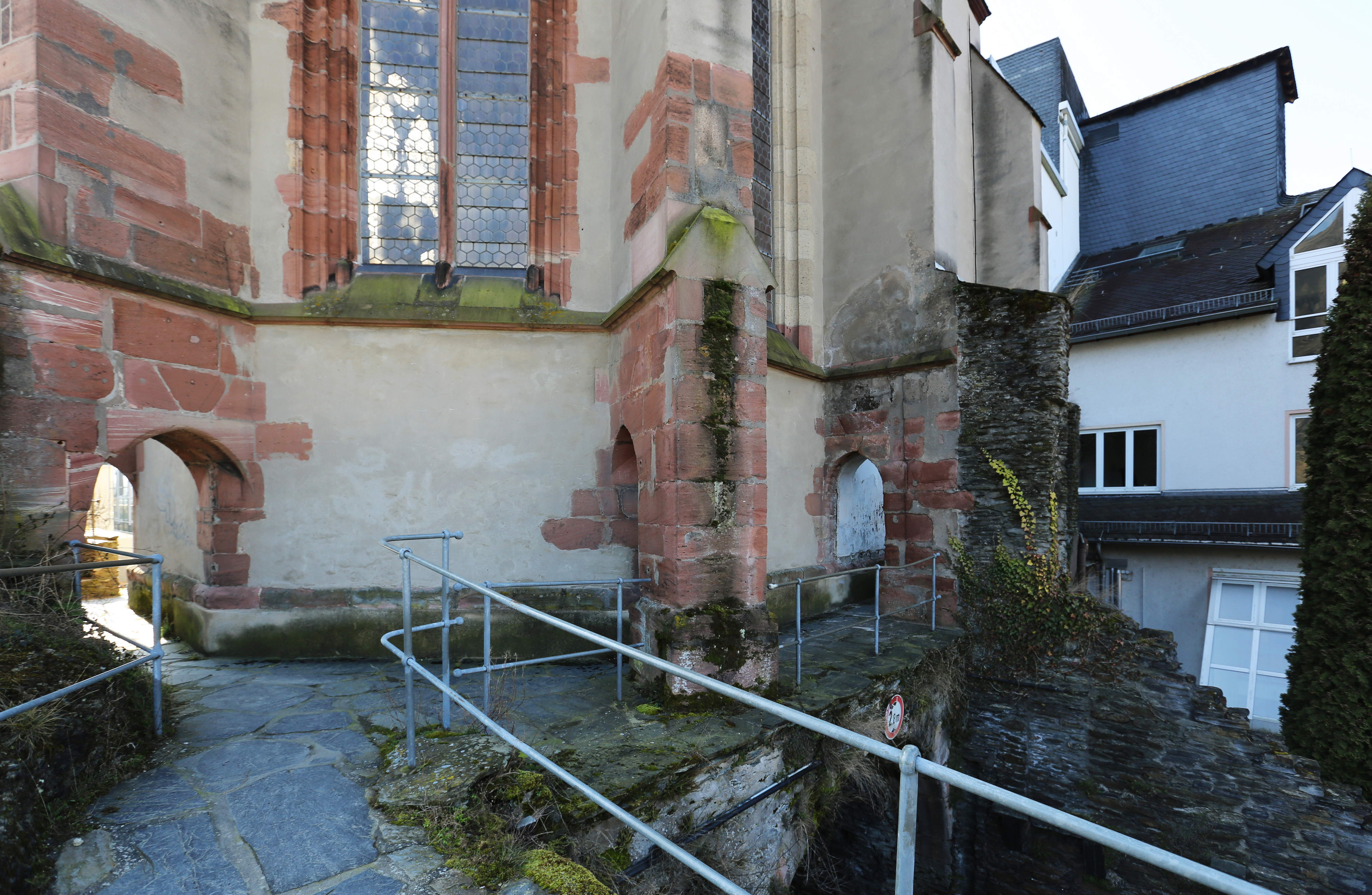
Vom nördlichen Wehrgang zum Umgang
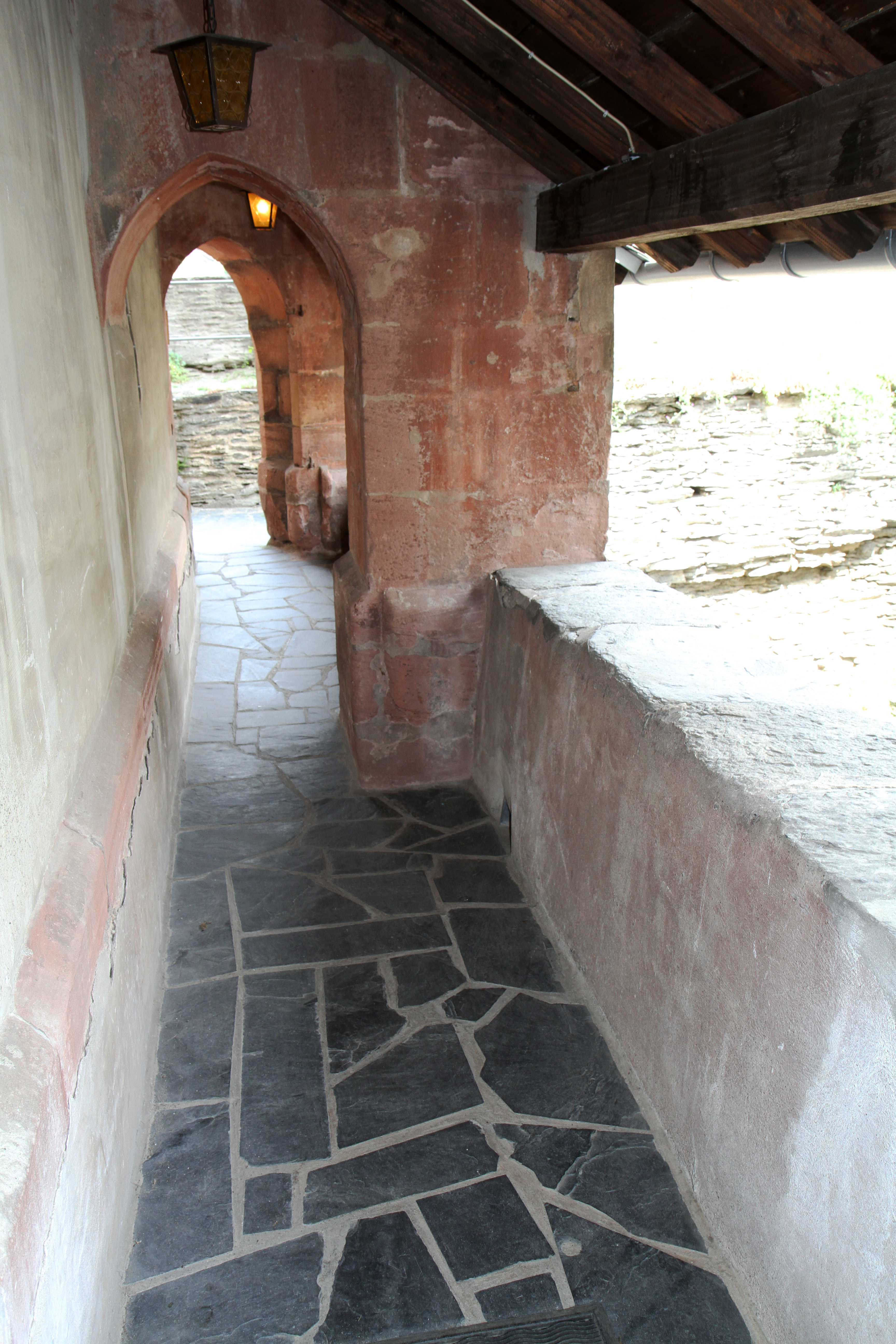
Ausgang zum Wehrgang der Stadtmauer

### Wernerrelief am Außenchor
Im Jahr 1727 ließ die Stadt ein Relief aus gelbem Sandstein anfertigen, welches in den Maßen von 169 × 97 cm eine fiktive Marterung des verehrten Werner darstellte. Das Werk eines unbekannten Steinmetzes wurde in einem damals vermauerten Fenster an der Seite des Süd-Ostchores der Kapelle in einer eigens gefertigten Ädikula eingelassen. Das noch erhaltene Relief zeigte den Besuchern der Kapelle fast 300 Jahre eine legendäre Marterung des Werner durch zwei mit typischen Hüten gekleidete Juden, die ihm aus zugefügten Schnitten Blut abnahmen.
Das Relief umrandet ein in Kapitalis abgefasstes Schriftband mit folgendem Text im Rundbogen:

„S(ANCT) · WERNHERE PATRON UNSSER STAT DER ARMEN[ … ] UND VOR OBRICHKEIT KLAGNDEN BITE“

Schriftband am unteren Rand:

„WERNHERUS . . . ZU WAMMERAT GEBURTIG [ . . . ] VON ELTEREN UND DARNACH HIE ZU SEHEN DEN RICHTER
VERLASSEN, IST UM CHRISTI WILLEN VON DEN IUDEN BEY DIESSER KIRCH IM GEWÖLB DREY TAG LANG AUF DISSE GESTALT GEMARTERT WORDEN IM IAHR CHRISTI 1287 DEN 19 TAG APRIL D · 0 · M · S · W · 1727“

Man vermutet heute, dass der Zeitpunkt zur Fertigung und Aufstellung des Reliefs den dann gestellten Antrag zur Einführung eines Wernerfesttages positiv beeinflussen sollte und man sich eine Belebung der Werner-Wallfahrten versprach.
Bereits 1728 entsprach Kurfürst Franz Ludwig einer Bitte des Oberweseler Magistrates und verordnete die feierliche Begehung eines Wernertages (jährlich am 19. April). Etwa 30 Jahre später wurde Werner 1761 in den Heiligenkalender der Diözese Trier aufgenommen. Ob sich nun der Bekanntheitsgrad der Oberweseler Hospitalkapelle änderte oder die Besucherzahlen der Pilger anstiegen, ist unbekannt. 1754 wurde ein Kanoniker des Liebfrauenstifts, der Dekan Richard Laurentius Beck aus Oberwesel, Mitverwalter der Kapelle. 1782 heißt es in der Stadtchronik, dass die noch fehlenden Platten des an der „Wernerskirch“ entstandenen Treppenaufgangs verlegt werden sollen.

### Die Kapelle im 19. Jahrhundert

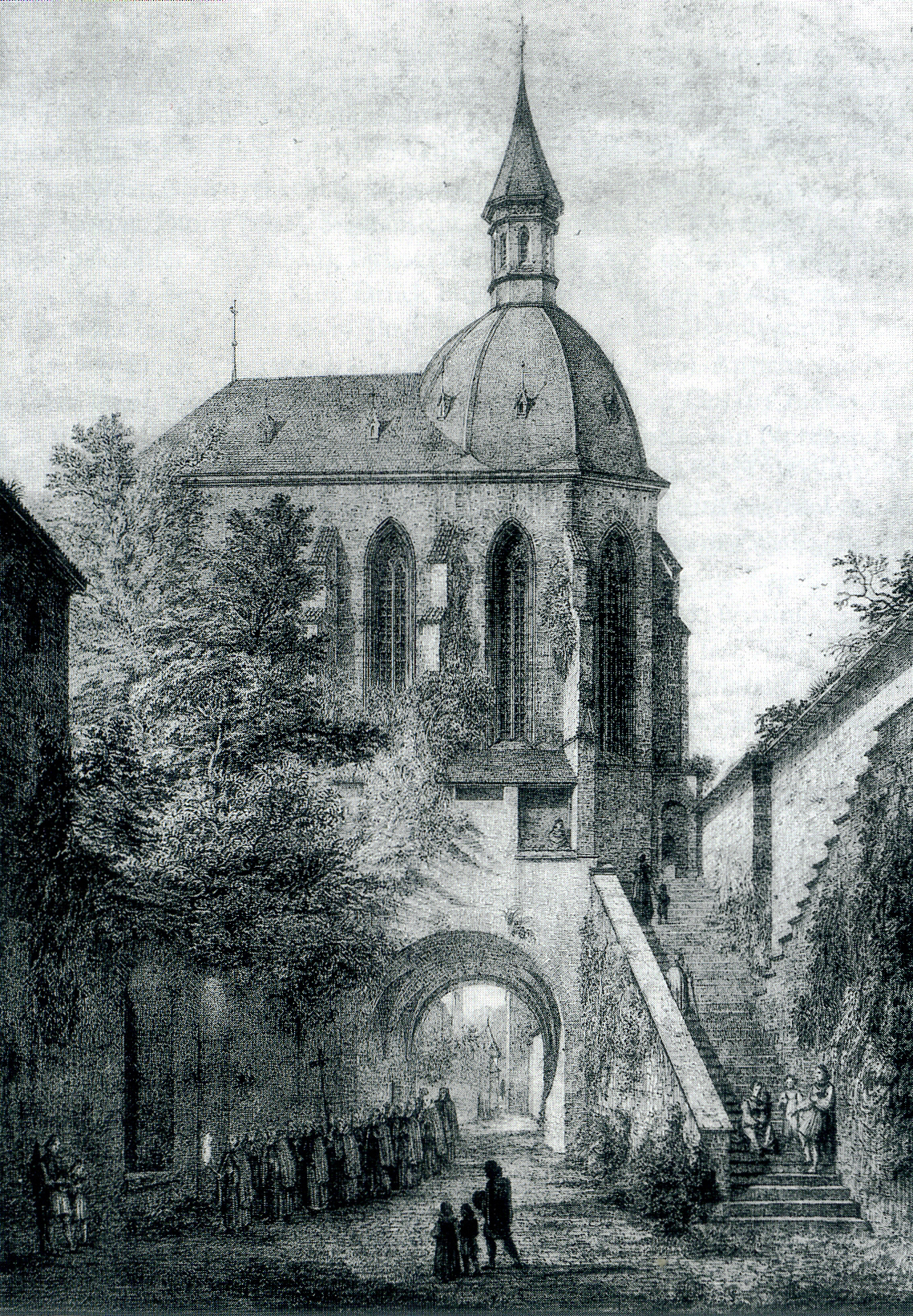
Wernerkapelle 1819, Ansicht von Süden

Während der französischen Herrschaft wurde 1806 die bisherige Verwaltung von Hospital und Kapelle durch eine Armen- und Wohltätigkeitskommission ersetzt, deren Tätigkeit bis in die preußische Zeit der 1830er Jahre reichte. Den Vorsitz der Kommission, in der auch ein Pfarrer vertreten war, hatte der Bürgermeister der Mairie.
1828 wurde auf dringend erforderliche Instandsetzungen an der Kapelle hingewiesen, da sie Gefahr laufe, völlig zu verwittern und abbruchreif zu werden. Kostenvoranschläge zur Sanierung nannten Verputz- und Anstricharbeiten, aber auch zwei reparaturbedürftige Strebepfeiler sowie den notwendigen Verputz der in Fachwerk errichteten Westwand der Kapelle. Die bezifferten Voranschläge sollen genehmigt worden sein, wurden jedoch nicht ausgeführt und seit den 1830er Jahren wurde die Kapelle nicht mehr genutzt. Sie wurde nach einer Angabe des Jahres 1841 nur noch am Wernertag geöffnet. Angaben des Rheinischen Antiquarius erwähnen dann 1844 die Renovierung der Kapelle.
Diese Renovierung umfasste auch Veränderungen der Innenausstattung. Das bisherige, in den dreigeschossigen Hochaltar (H. ca. 10 Meter, B. 5,95 Meter, T. 0,95 Meter) des 18. Jahrhunderts eingelassene Tafelbild mit einer Darstellung des Wernermartyriums wurde wegen seines schlechten Zustandes durch ein 1845 geschaffenes Werk des Koblenzer Malers Peter Joseph Molitor ersetzt.
Über eine Wernerprozession, deren Anfang und Ziel die Wernerkapelle war, wurde erstmals für das Jahr 1852 berichtet. Auch der Maler Carl Haag, der 1864 den südlich der Wernerkapelle stehenden Roten Turm der Stadtmauer erwarb, überlieferte eine solche Prozession als Aquarell. Sein Bild ist in Privatbesitz, es befindet sich jedoch eine Reproduktion in der Ausstellung des örtlichen Museums. Etwa 1886 soll noch Restmauerwerk der Strebepfeiler des westlichen Langhausjochs gestanden haben, von dem später jedoch nicht berichtet wurde. Für das Jahr 1897 fand Renard (1916) Berichte über Außenarbeiten an der Kapelle, auch eine grüne Verglasung der Fenster (noch 1924 erhalten) soll wahrscheinlich in dieser Zeit durchgeführt worden sein.
Im Jahr 1889 erfuhr die aus dem Mittelalter überkommene Namensgebung der Unterstraße eine Änderung. Sie erhielt den bis heute amtlich gültigen Namen Wernerstraße.

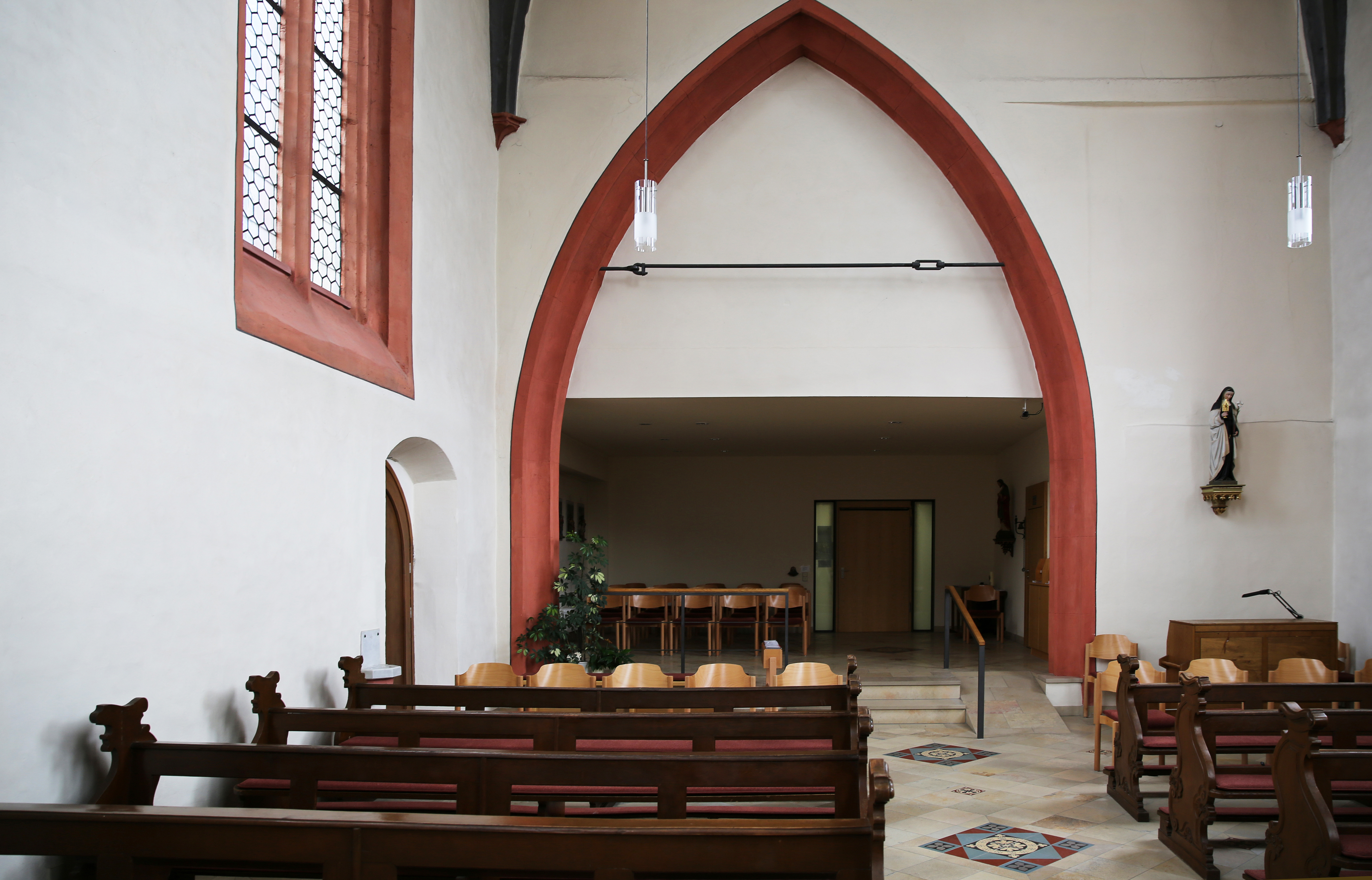
Krankenhauszugang mit Bogen von 1933
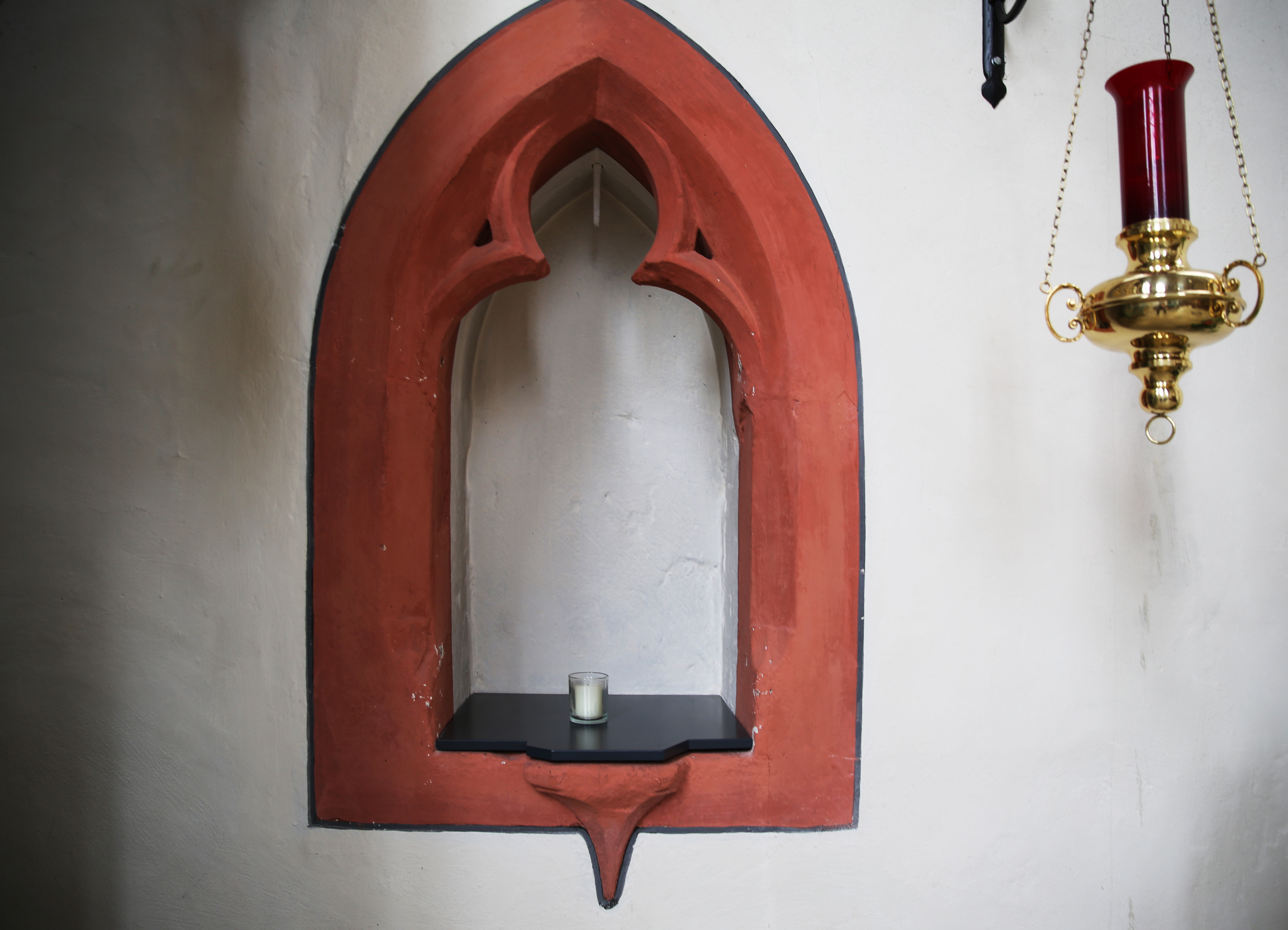
Nasenbesetzte Spitzbogenpiscina in der Südwand
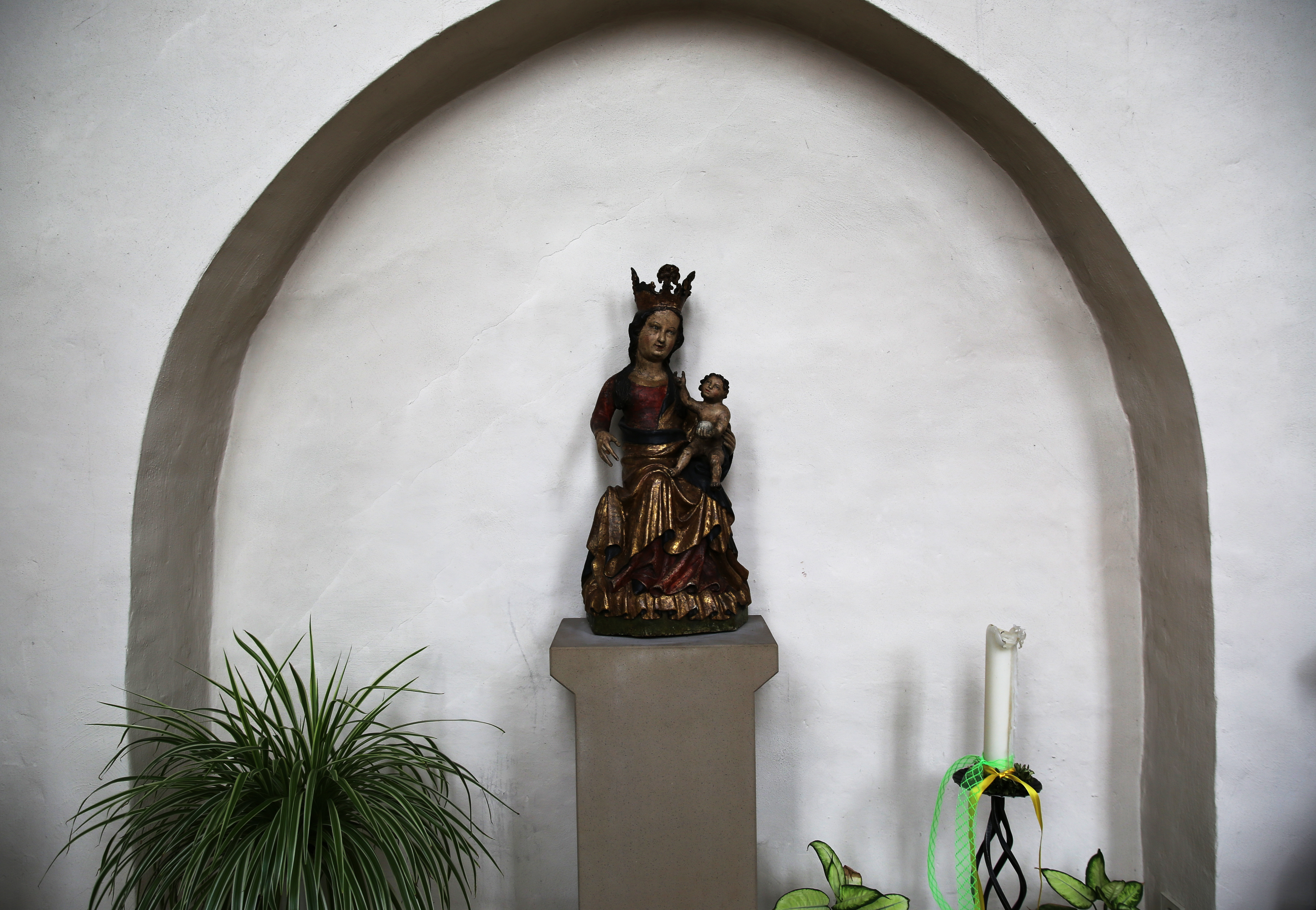
Madonna mit Kind, Südwand
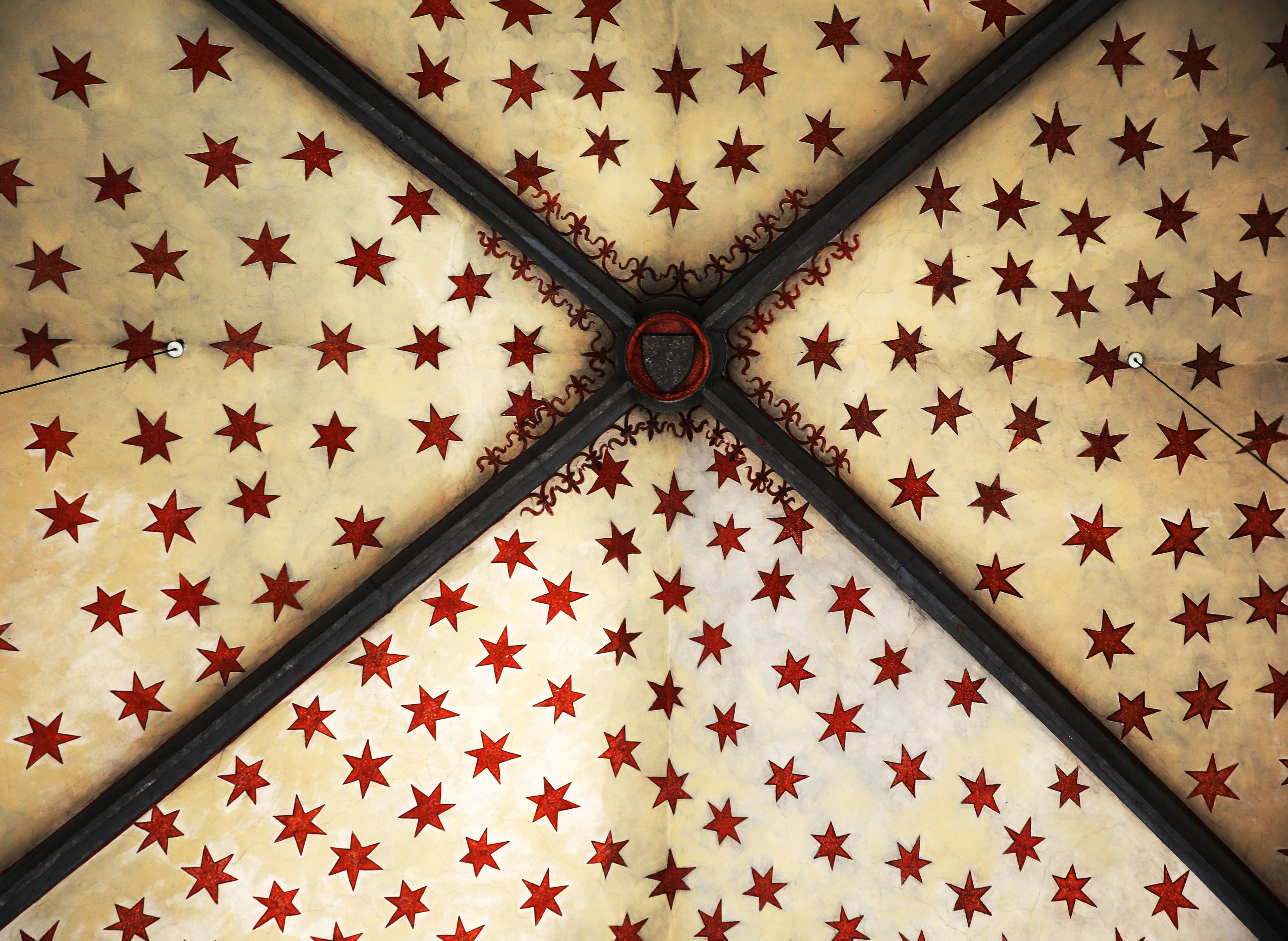
Sternverziertes Gewölbe und Schlussstein mit Wappenschild

### 20. Jahrhundert
1902 fertigte – laut Inschrift an der Glockenschulter – die Ruhrorter Gießerei T. Schürmann & Söhne (später BVG) für die Kapelle eine Glocke aus Gusseisen. Sie hatte ohne Krone eine Höhe von 47 cm bei einem Durchmesser von 57 cm. Wie der Dachreiter der Kapelle auf mittelalterlichen Darstellungen ausweist, hatte die heutige Glocke zumindest eine Vorgängerin, die im Pfälzischen Erbfolgekrieg zerstört wurde. Nach einer Bauaufnahme im Jahr 1915 wurde, ebenfalls 1902, der Kölner Kirchenmaler Schneider mit der Ausmalung des Kapelleninnenraumes beauftragt.
Für die Jahre 1932 bis 1934 sind mehrere Arbeiten an der Kapelle aktenkundig. Dazu gehörte 1932 eine Instandsetzung des Daches und 1933 die Fertigstellung eines großen, in gotisierendem Stil geschaffenen Bogens vor der Westwand. Dieser ist aus der Mittelachse des Langhauses südlich versetzt und seine Spannweite entspricht der Breite des sich hinter dem Bogen öffnenden Anraumes. Dieser leicht erhöhte, ehemals mit einer Empore ausgestattete Raum verbindet (rollstuhlgerecht) die Kapelle mit einem Korridor eines Gebäudetraktes des Krankenhauses in dessen ersten Obergeschoss.
1933/34 regte der Provinzialkonservator Franz Wolff-Metternich zur Gracht an, die entdeckten Gewölbemalereien der Kapelle freizulegen. Da diese sich dann als nur nachgemachte spätgotische Rankenmalereien aus neuerer Zeit erwiesen, wurden die Gewölbekappen unter geringer Beifügung von Blau geweißt. Die Wände erhielten eine ockerfarbene Tönung, Dienste und Rippen erhielten eine hell-sandstein-rote Bemalung.
Das bisher geschlossene Fenster im Südwesten wurde geöffnet und erhielt eine barocke farblose Verglasung, die damit dem nordöstlichen Chorfenster angepasst war. Das nordwestliche Langhausfenster blieb im vermauerten Zustand. Die beiden schräggestellten Chorfenster wurden nach den Entwürfen des Aachener Professors Anton Wendling neu verglast.

### Nach dem Zweiten Weltkrieg

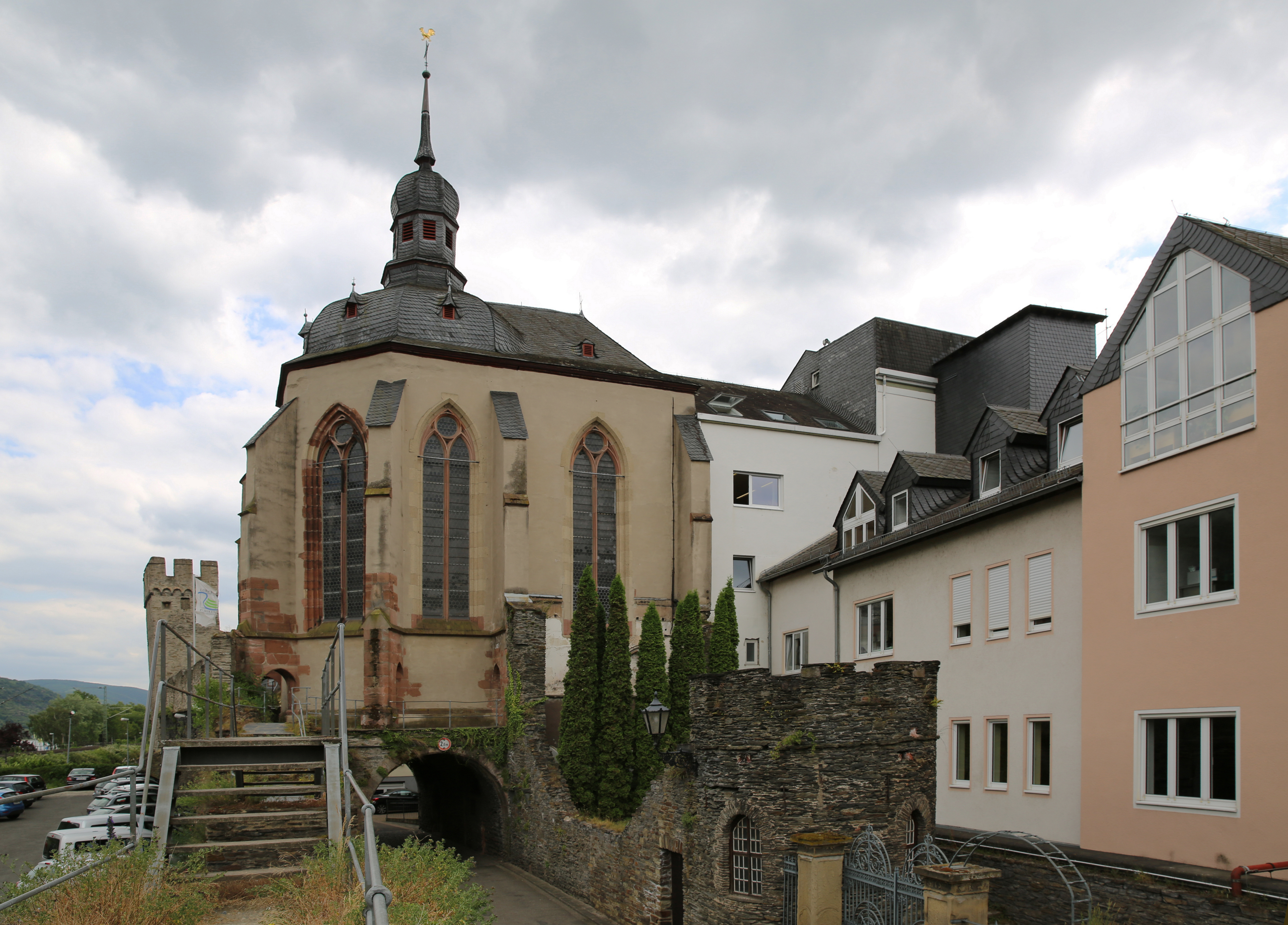
Heutige Mutter-Rosa-Kapelle, links der Hospitalturm und rechts Klinikgebäude

In Oberwesels offizieller Internetpräsenz sind auf der Unterseite Geschichte/Chronik für die Zeit zwischen 1885 und 1950 keine Geschehnisse oder Daten vermerkt. Auch die hier häufig zitierten Angaben Sebalds entstammen zumeist den Urkunden des LHAK, also nur indirekt aus den Beständen eines ehemaligen Archivs der Stadt. Die Angaben zu den folgenden Veränderungen beruhen zumeist auf Tätigkeitsberichten, die – wie schon zur Zeit der Rheinprovinz – in den Akten des jeweiligen Landesamtes für Denkmalpflege archiviert wurden.
Danach wurde im Jahr 1967 der Dachstuhl der Kapelle repariert und eine neue Dachdeckung mit Schiefer vorgenommen. Bei dieser Gelegenheit wurde 1966 ein Aufbau mit einer geschnitzten hölzernen Wernerstatue vom Hochaltar entfernt. 1970 wurde das an der Außenseite des Chores der Kapelle angebrachte und weithin sichtbare Wernerrelief entfernt und zur Aufbewahrung in die zumeist nur zu Bestattungen geöffnete Michaelskapelle (Friedhofskapelle und Beinhaus) an der Westseite der Liebfrauenkirche ausgelagert.
In den Folgejahren wurde zwischen 1969 und 1974 unter der Leitung des Mainzer Architekten Otto Sprengler eine Renovierung und statische Sicherung des Außenbauwerks vorgenommen. Dabei wurden im Bereich der Gewölbe – das Saaljoch schließt ein Kreuzrippen- und der leicht erhöhte Chor wird von einem sechsteiligen Rippengewölbe geschlossen – zwei Anker eingezogen, die Mauerkronen saniert, am Langhaus das Tuffsteingewände der Fenster und die Gesimse aus Sandstein erneuert sowie alter Putz entfernt. Der Innenanstrich der 1930er Jahre wurde entfernt, Wände und Gewölbe erhielten nun einen Anstrich in gebrochenem Weiß, wobei Rippen und Schildbögen sich in graublau mit roten Begleitstreifen kontrastreich absetzten. Fenstergewände, Konsolen, Piscina-Westbogen und Schlusssteine wurden in rot gefasst, wobei Letzteren mittig grüne Wappenschilde aufgesetzt wurden.
Mit dem Hinweis auf die 1974/75 durch den Restaurator Hartmann durchgeführten Untersuchungen und der Erwähnung der Rekonstruktion der historischen Raumfassung endet der Bericht Sebalds.

### Kontroverse um die Entfernung des Werner-Reliefs
Der Entfernung des Werner-Reliefs waren mehrjährige Verhandlungen zwischen jüdischen Organisationen, verschiedenen Stellen der katholischen Kirche und der Landespolitik und -verwaltung von Rheinland-Pfalz vorangegangen. Eine Rolle dürfte dabei auch Beschlüsse des 1965 beendeten Zweiten Vatikanischen Konzils gespielt haben, das religiöse Praktiken kritisch bewertete, die dem Antijudaismus und Antisemitismus Vorschub leisteten. In diesem Zusammenhang setzte sich der Kirchenhistoriker Erwin Iserloh 1963 in einem vielbeachteten Aufsatz kritisch mit dem Wernerkult auseinander, allerdings mit Hauptstoßrichtung gegen die Wernerverehrung in Bacharach.
Den Anlass für die Auseinandersetzung mit dem Wernerrelief in Oberwesel gab am 27. April 1967 ein Schreiben von Hendrik van Dam, dem Vorsitzenden des Zentralrats der Juden in Deutschland, an Jakob Voremberg, den Vorsitzenden der jüdischen Gemeinde in Trier. Voremberg wurde darin gebeten, das Relief mit dem Trierer Bischof zu besprechen. Dieser äußerte sich zurückhaltend, regte aber an, dass van Dam sich an Iserloh wenden solle und das Relief in das Diözesanmuseum überführt werden könne. Nachdem Iserloh sich für eine Entfernung des Reliefs ausgesprochen und dies mit Schriften weiterer katholischer Theologen untermauert hatte, sprach Voremberg am 21. Juni Wilhelm Bartz an, den Leiter der theologischen Fakultät des Bistums Trier. Im Herbst 1967 berichteten mehrere Kirchenzeitungen, dass Bischof Bernhard Stein Diözesankonservator Franz Ronig mit der Erörterung einer möglichen Entfernung des Reliefs beauftragt habe. Der Landeskonservator Werner Bornheim gen. Schilling habe sich allerdings gegen eine Entfernung ausgesprochen.
Offenbar im Spätjahr 1967 erging eine Aufforderung von Generalvikar Linus Hofmann an den Kirchenvorstand Oberwesel, das Relief entfernen zu lassen. Dies wurde jedoch nicht umgesetzt. Anfang Juni 1968 besuchte daraufhin Erwin Iserloh die Kapelle und nahm das Wernerrelief in Augenschein. Daraufhin sprach er sich gegenüber dem Zentralrat der Juden nachdrücklich für eine Entfernung aus und schrieb selbst am 12. Juni entsprechend an Landeskultusminister Bernhard Vogel (CDU). Drei Tage später machte das Bistum in einem Schreiben an die örtliche Kirchengemeinde einen Zuschuss für die Renovierung der Martinskirche von einer Klärung der Angelegenheit um das Relief abhängig. Der Kirchenvorstand lehnte die Entfernung des Reliefs in seiner Sitzung am 16. Juli ab und schlug stattdessen die Erhöhung der Stadtmauer und ein Gitter vor, um so das Relief schwerer sichtbar und nicht mehr zugänglich zu machen. Offenbar wollten die übrigen beteiligten Parteien diesen Vorschlag nicht annehmen, denn am 9. Mai 1969 erfolgte ein Ortstermin mit Hofmann, Ronig und Staatssekretär Klaus-Berto von Doemming, bei der die Entfernung des Reliefs beschlossen wurde.
Diese blieb erneut aus und es entspannte sich ein reger Schriftverkehr zwischen dem Landesverband der jüdischen Gemeinden, dem Kultusministerium, dem Bistum und der Kirchengemeinde. Der Kirchenvorstand lehnte am 10. April 1970 eine Abgabe des Reliefs nach außerhalb der Stadt ab. Am 17. April, drei Tage vor der Wernerprozession, montierten Bauarbeiter das Relief schließlich ab und lagerten es an der Wand der Kapelle. Eine Fotografie des Bildnisses in dieser Position illustrierte einen Artikel in der Ausgabe der Rhein-Zeitung vom 18./19. April, der sich ablehnend zu der Demontage äußerte. Am 22. April erfolgte ein weiterer Ortstermin mit Ronig, bei dem die bis heute vorgenommene Aufbewahrung in der Michaelskapelle vereinbart wurde. Am gleichen Abend stimmte der Kirchenvorstand dem zu. Am 24. April meldete der örtliche Pfarrer Vollzug an das Bistum.

## Umbenennung der Kapelle

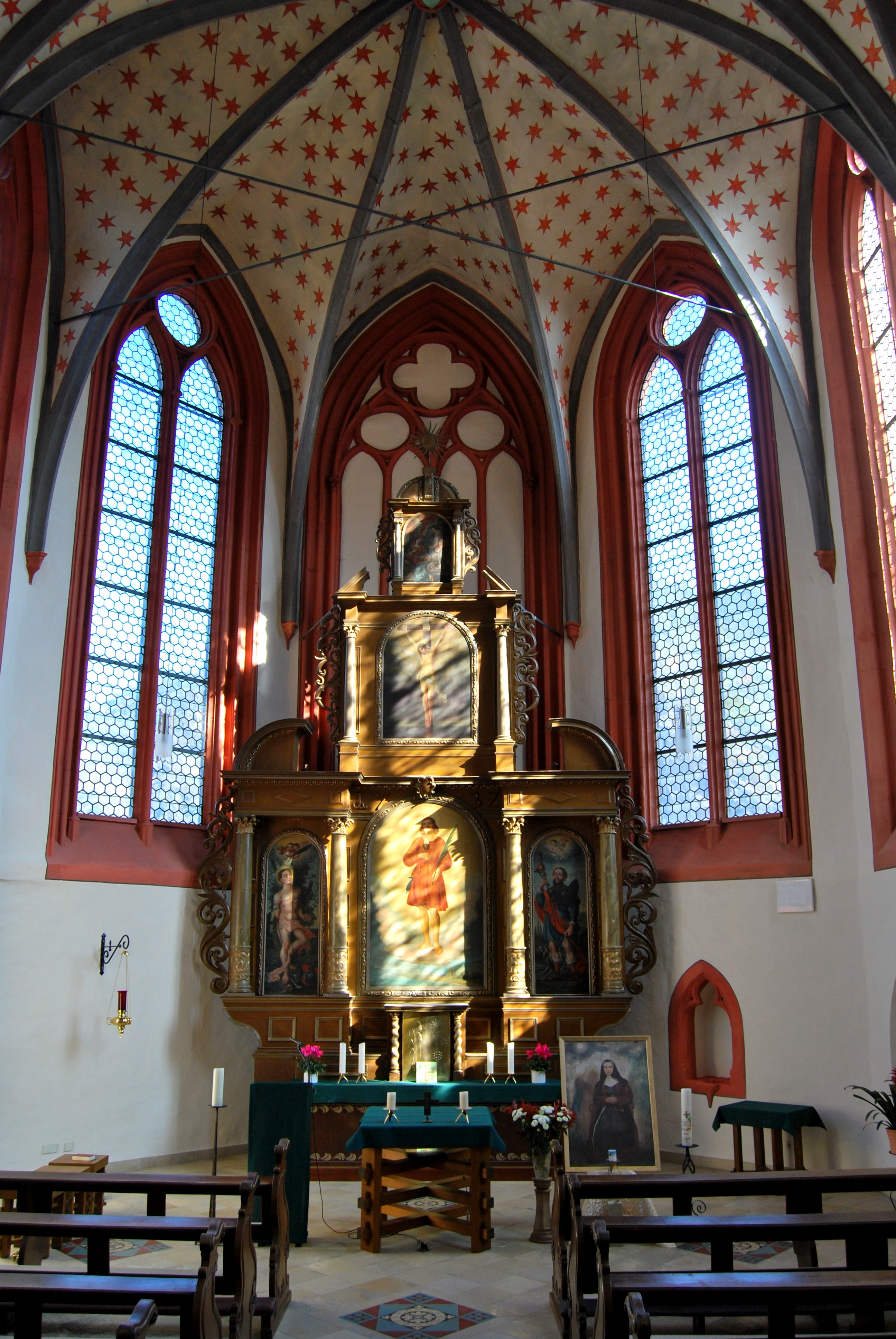
Altarbild Oktober 2009
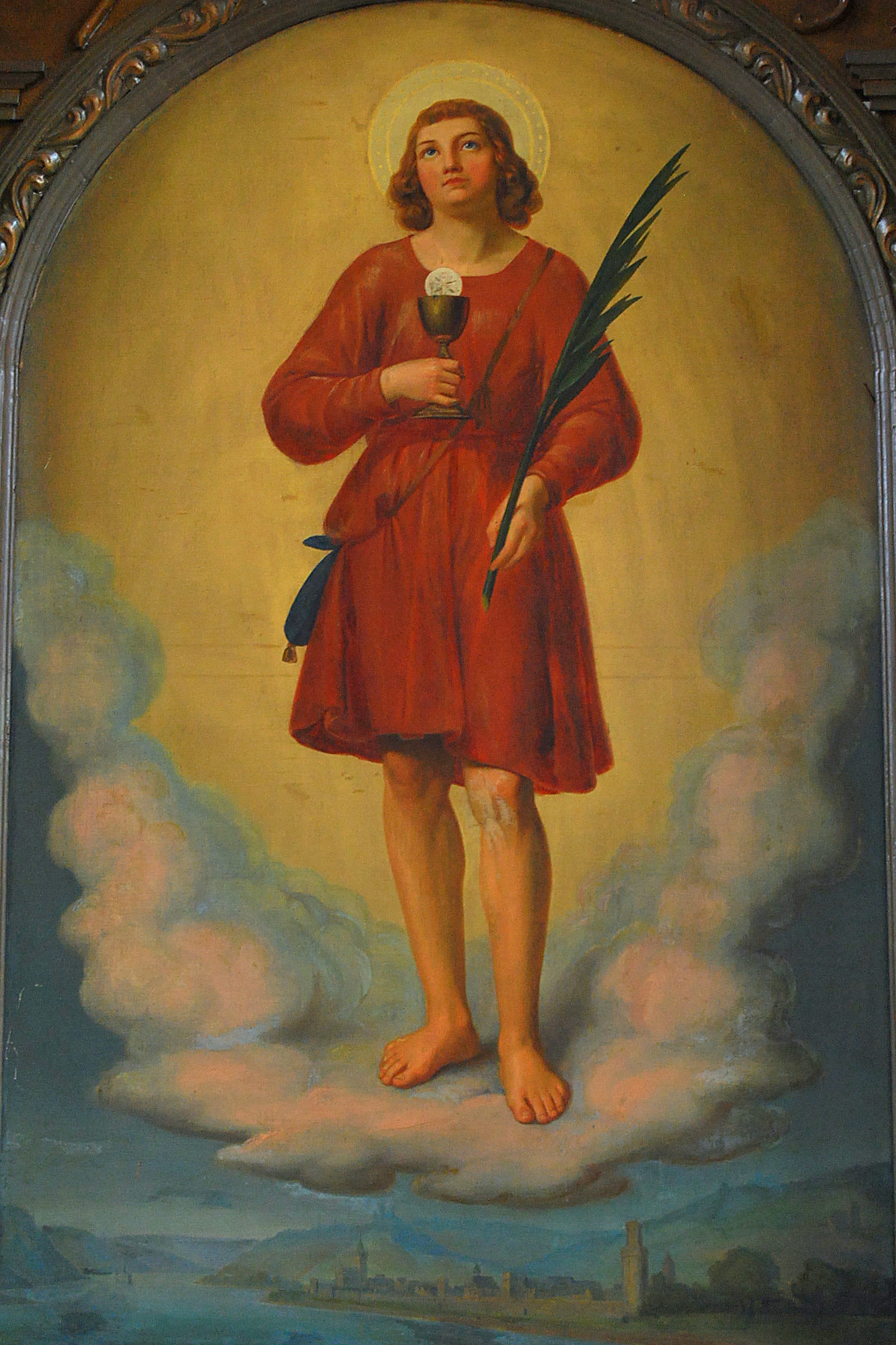
Ehemaliges Altarbild des über der Stadt schwebenden Werner
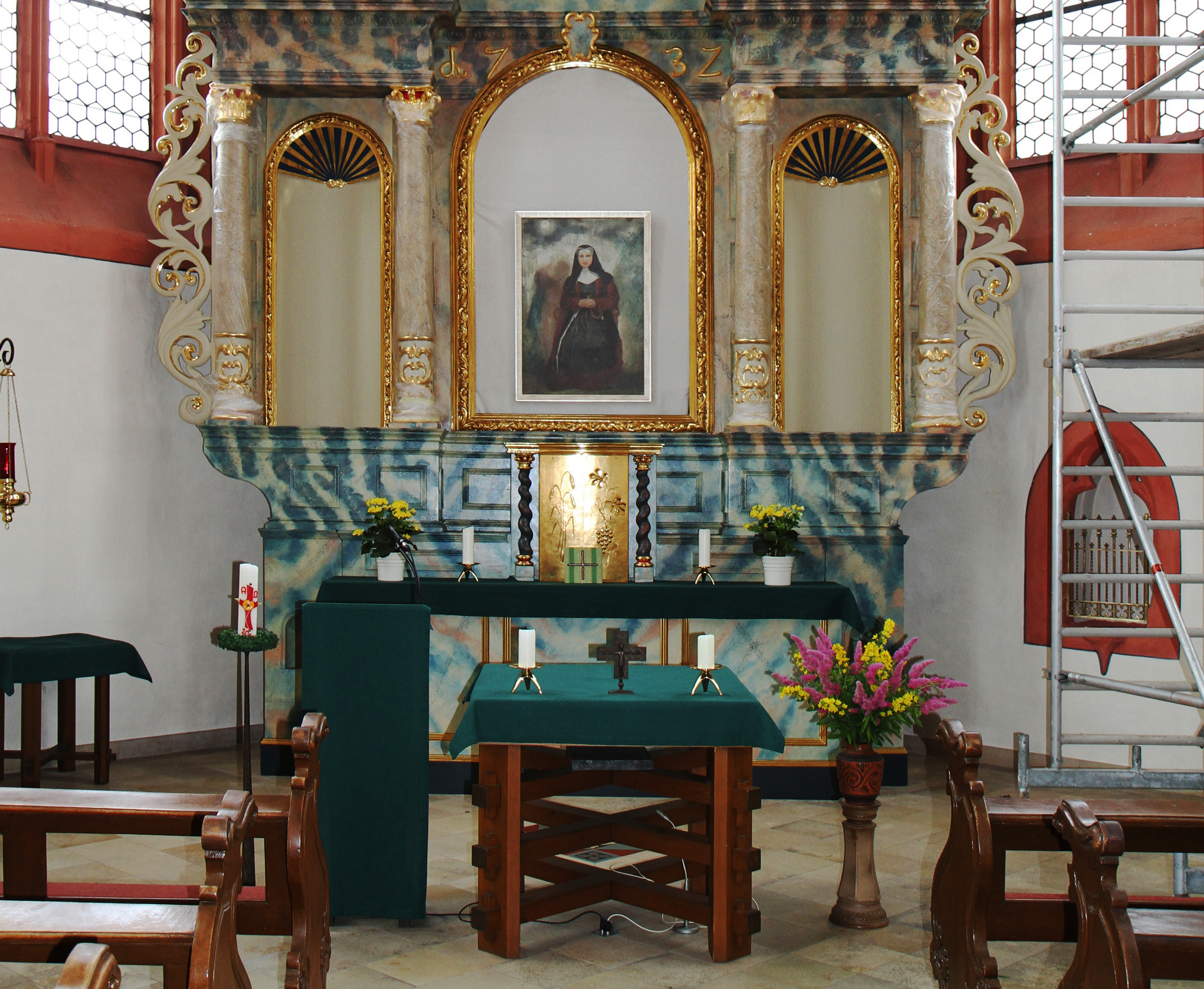
Altarausschnitt Sommer 2013, über dem Rundbogen die Zahl 1732, das Baujahr des Altars
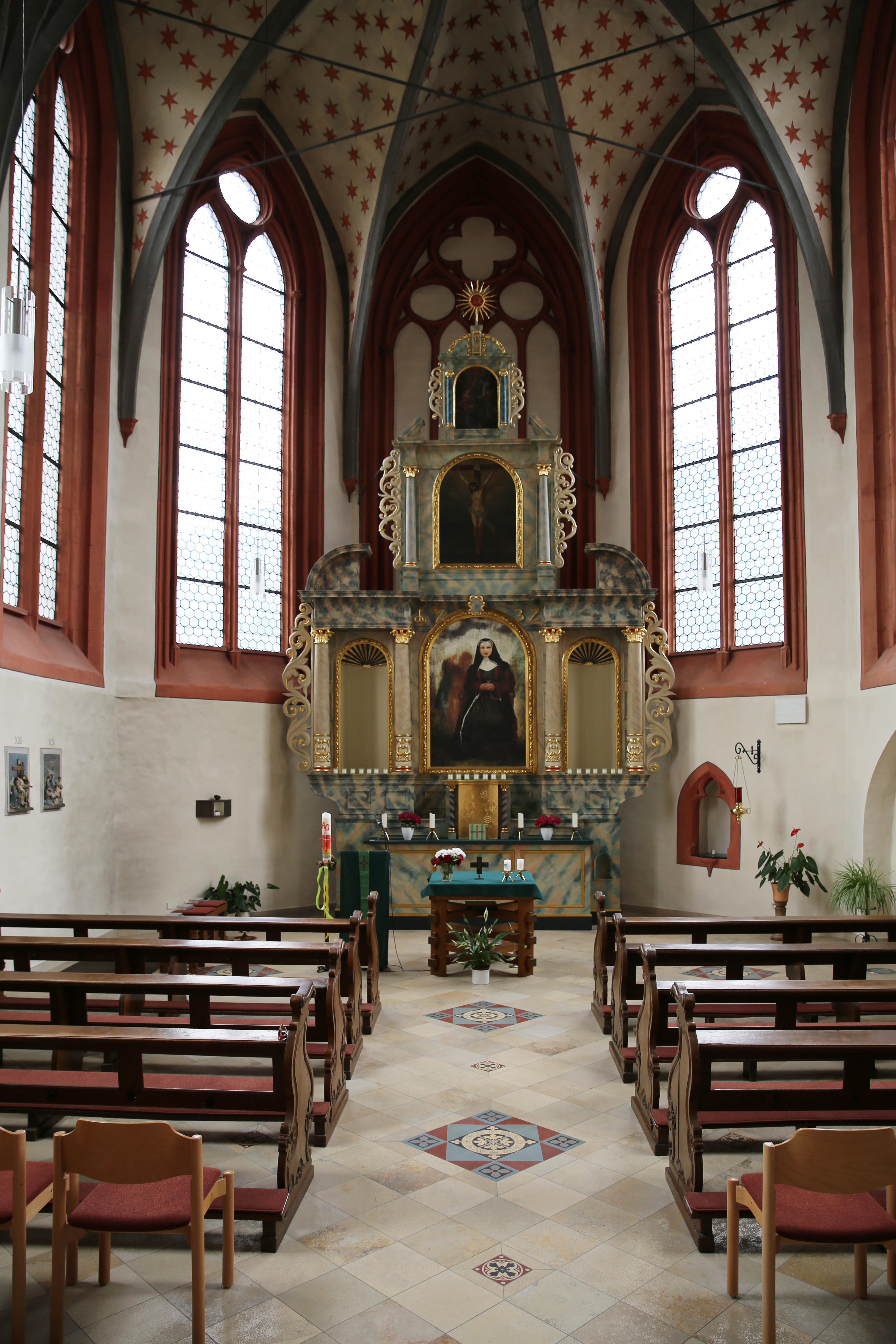
Langhaus und Chor 2015

Nach einem Beschluss der Oberweseler Kirchengemeinde wurde im November 2008 die Wernerkapelle, nach neuerlichen und lang andauernden Innenrenovierungen, im Rahmen eines Festaktes in Mutter-Rosa-Kapelle umbenannt. Das noch lange im Hauptaltar verbliebene Ölbild Werners wurde einige Jahre später gegen ein Bild der Rosa Flesch ausgewechselt. Die Wahl einer Franziskanerin zur Namenspatronin von Kapelle und Krankenhaus erinnert zugleich an die für 1242 belegte Gründung einer Niederlassung der Franziskaner in Oberwesel.

## Welterbe Kulturlandschaft Oberes Mittelrheintal
Seit 2002 ist die Kapelle Teil des UNESCO-Welterbes Oberes Mittelrheintal, des Weiteren ist sie ein geschütztes Kulturgut nach der Haager Konvention.